# 南区 (札幌市)

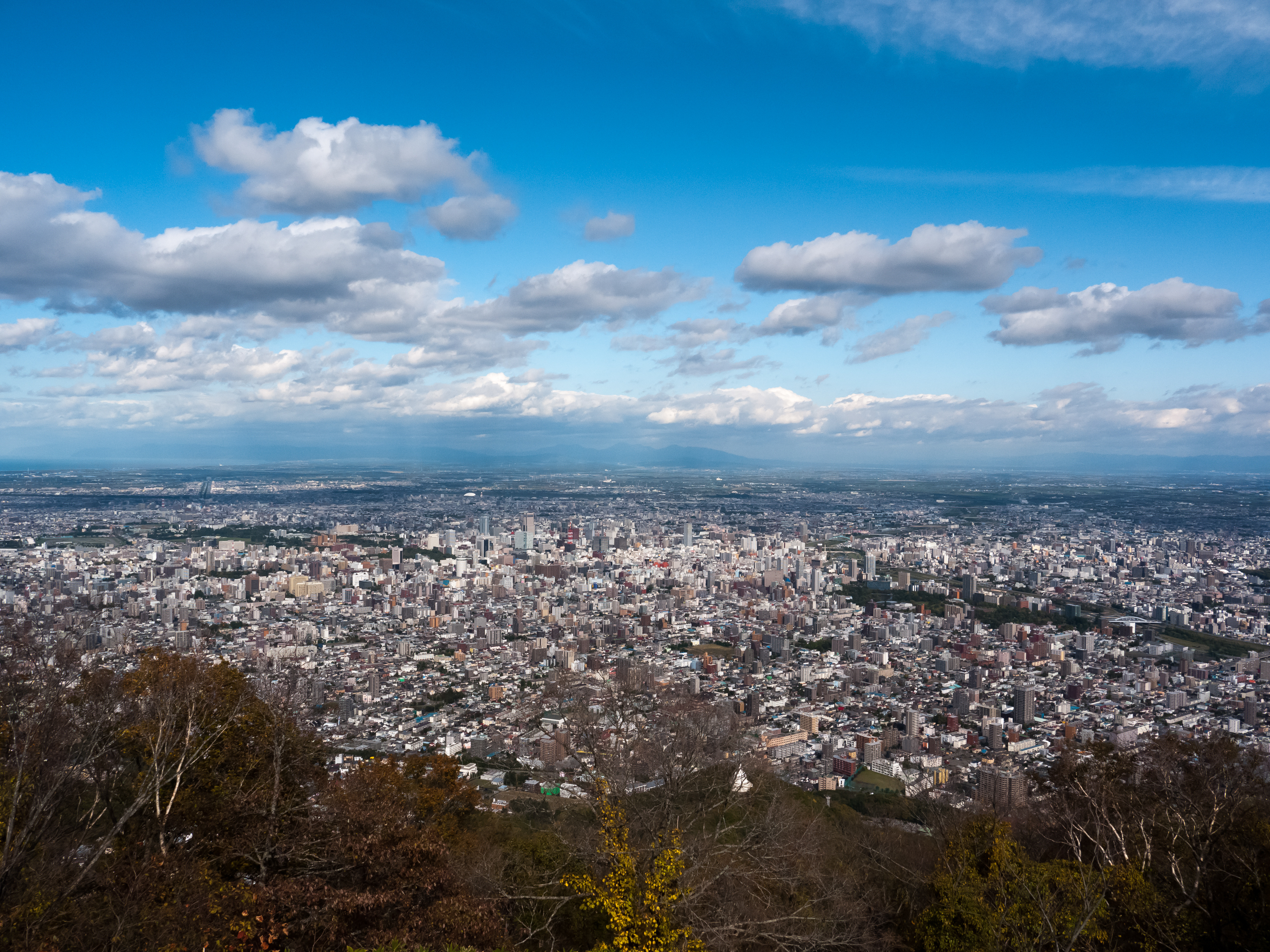
藻岩山山頂から眺めた札幌市街（2009年10月）

南区（みなみく）は、札幌市の行政区。札幌市10区の中で最も広い面積を持ち、全市域の約60%を占めている。また、政令指定都市の行政区の中では静岡市葵区、浜松市天竜区に次ぐ3番目の広さを有する。

## 地理
札幌市の南西部に位置しており、区域は東西33.2 km、南北37.6kmある。札幌岳や余市岳など標高1,000 mを超える山が17座あるほか、「支笏洞爺国立公園」に指定されている地域がある。
可住地面積は僅か112.87平方kmにすぎず、これは南区総面積657.48平方kmの17.17%に過ぎない。
- 山岳：余市岳 (1,488.1 m)、朝里岳 (1,280.6 m)、白井岳 (1,301.6 m)、定山渓天狗岳 (1,144.9 m)、美比内山 (1,071 m)、長尾山 (1,211 m)、無意根山 (1,464 m)、中岳 (1,388 m)、喜茂別岳 (1,176.8 m)、小漁山 (1,235.1 m)、漁岳 (1,318 m)、空沼岳 (1,251 m)、狭薄山 (1,296 m)、札幌岳 (1,293 m)、烏帽子岳 (1,109.7 m)、迷沢山 (1,005.7 m)、春香山 (906.7 m)、神威岳 (983 m)、砥石山 (826.7 m)、朝日岳 (598.1 m)、夕日岳 (594 m)、観音岩山（八剣山） (498 m)、焼山 (662.5 m)、硬石山 (371 m)、藻岩山 (531 m)、木挽山 (102 m)
- 河川：豊平川、小樽内川、白井川、北の沢川、真駒内川、精進川、山鼻川
- 湖沼：真簾沼、万計沼、定山湖（豊平峡ダム）、さっぽろ湖（定山渓ダム）
- 滝：八垂別の滝、アシリベツの滝、白帆の滝、鱒見の滝、白糸の滝
- ダム：藻岩ダム、砥山ダム、定山渓ダム、豊平峡ダム

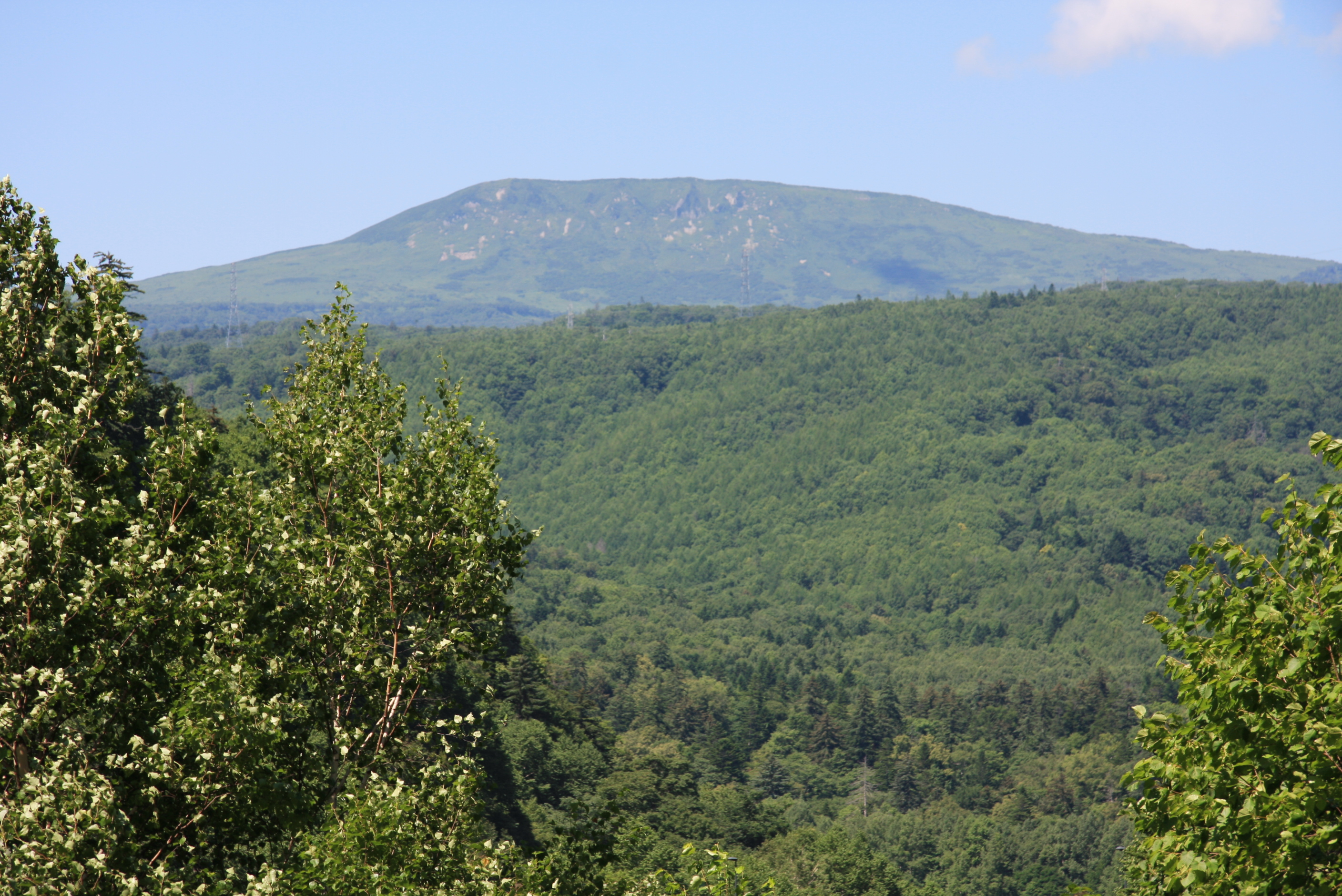
無意根山（2012年8月）
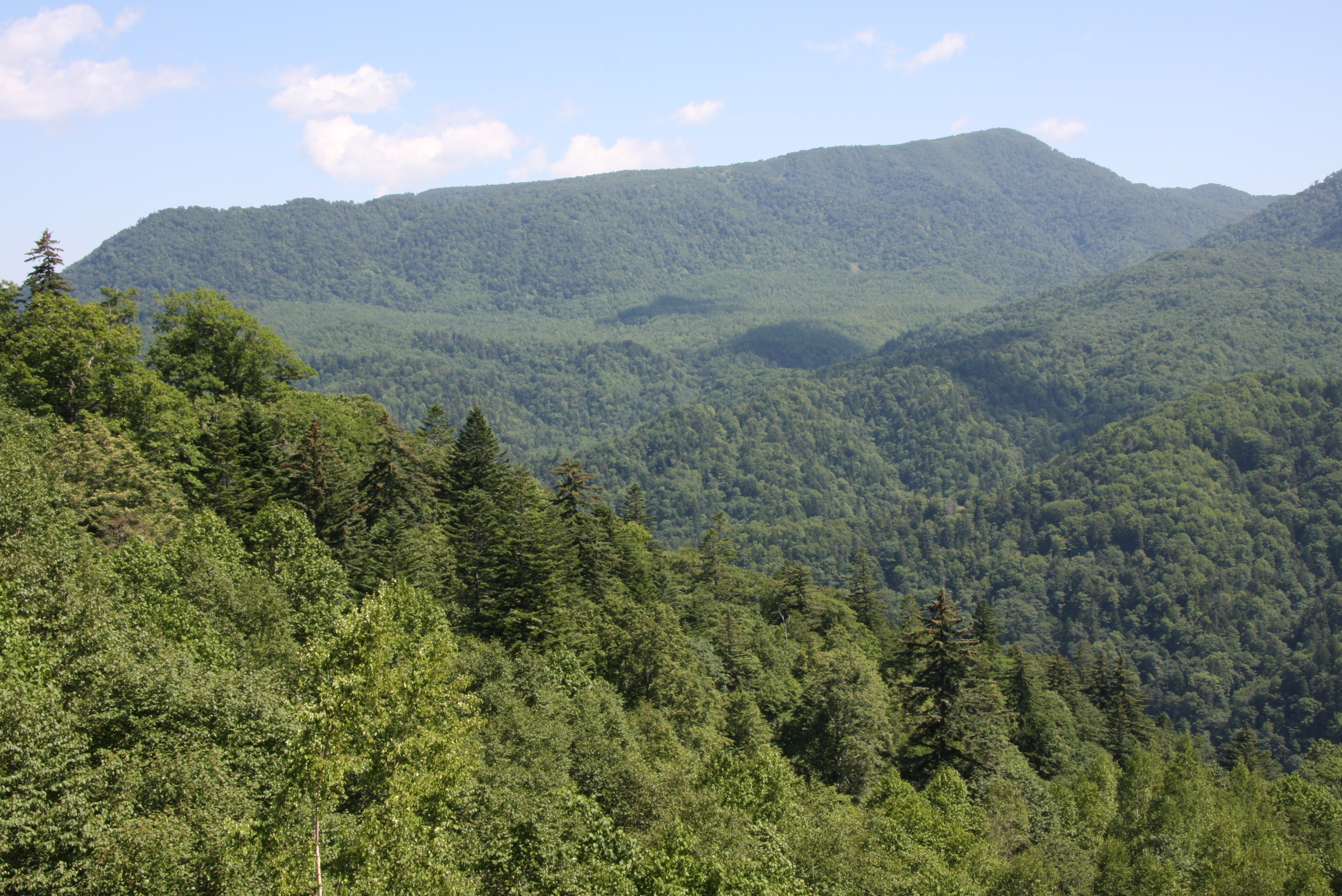
札幌岳（2012年8月）
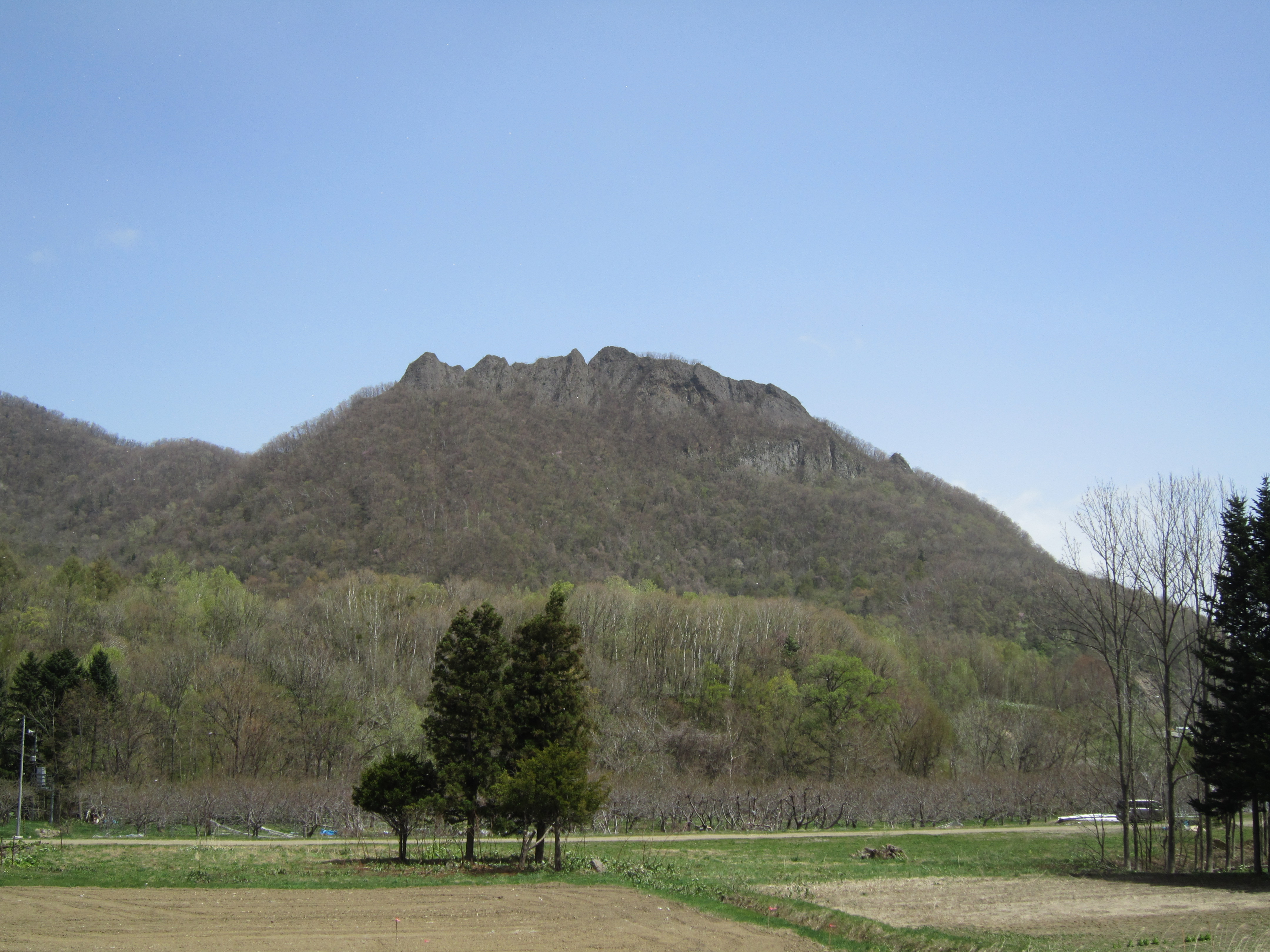
観音岩山（八剣山）（2017年5月）
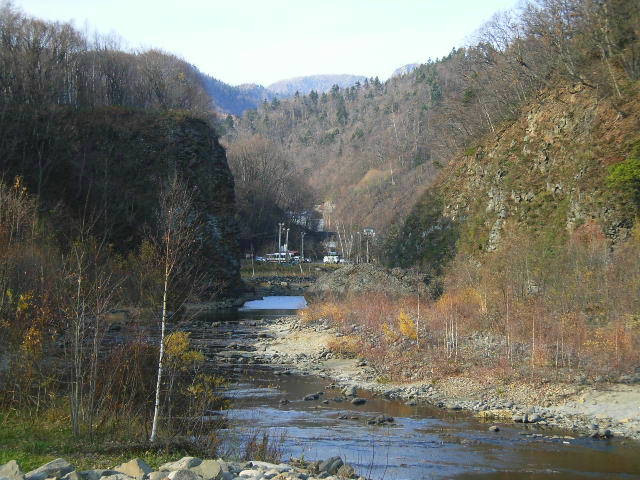
豊平川（2004年11月）
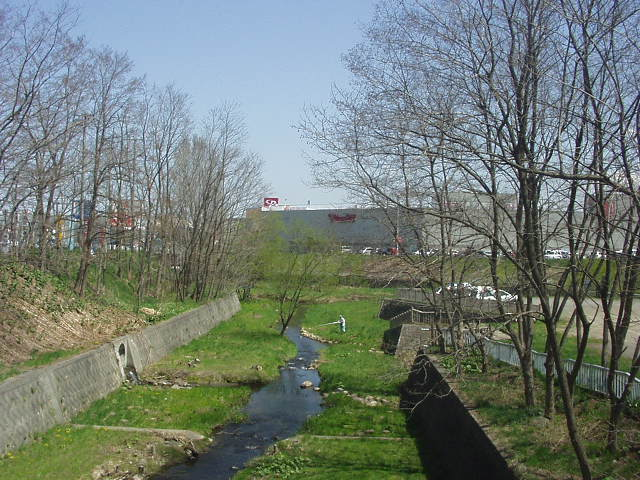
北の沢川（2004年5月）
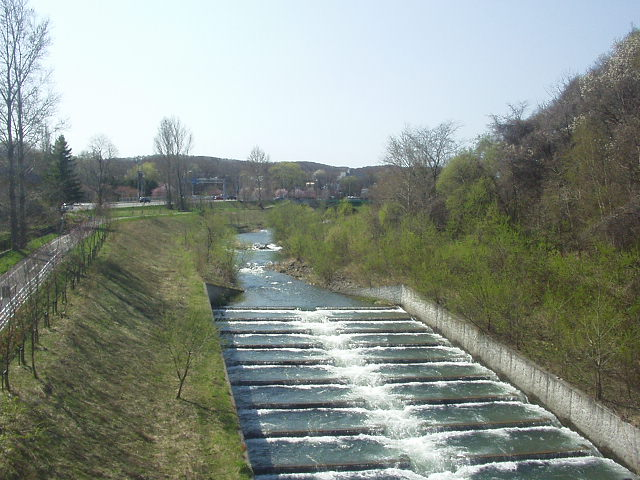
真駒内川（2004年5月）
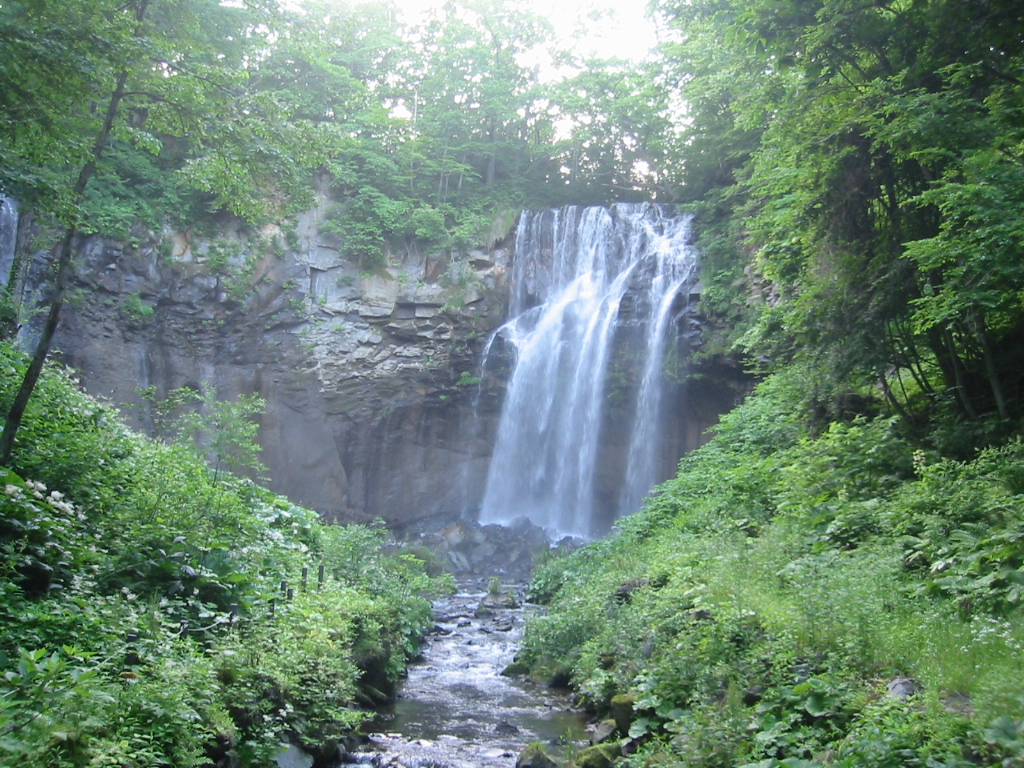
アシリベツの滝（2007年7月）
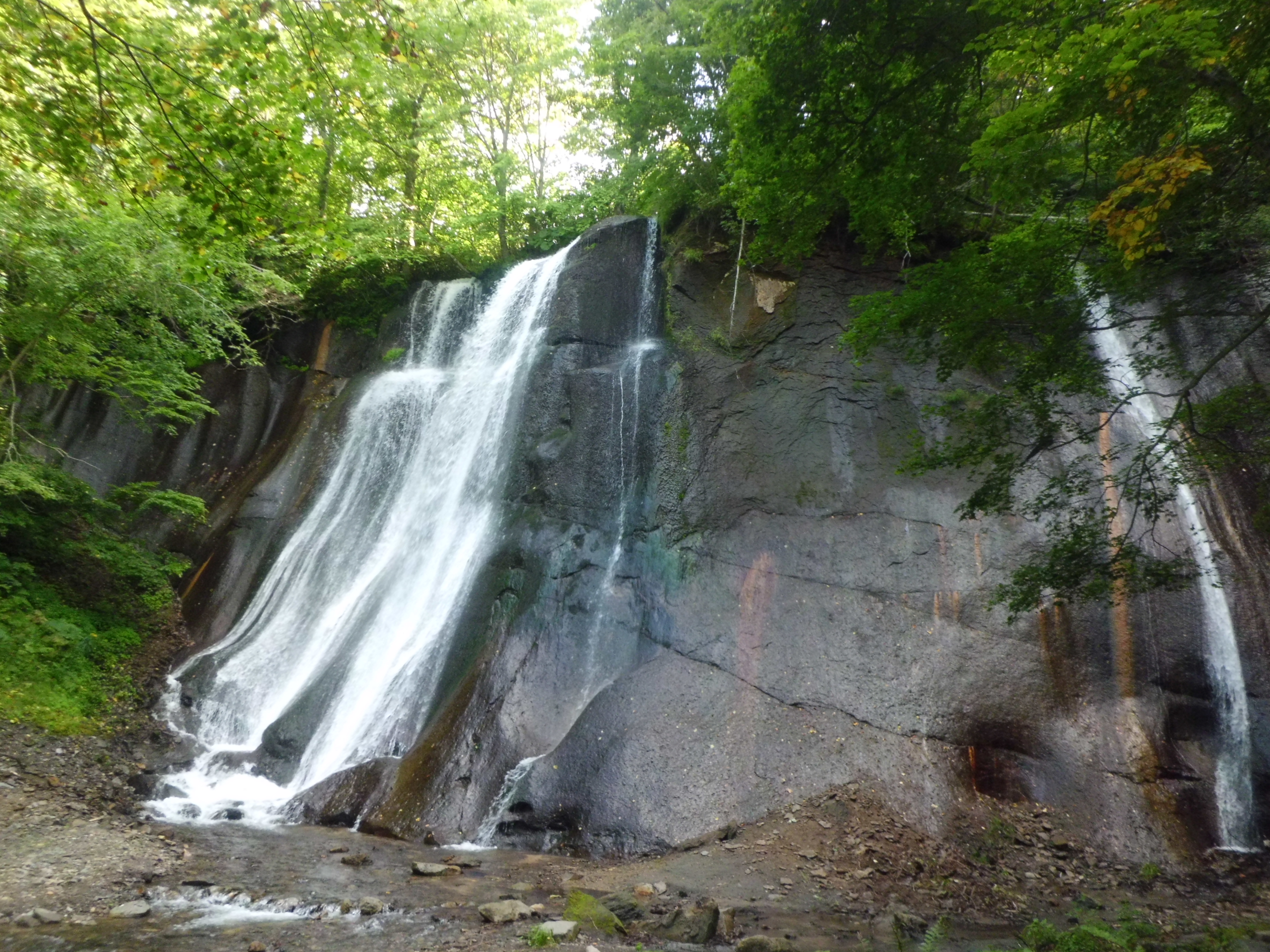
鱒見の滝（2015年8月）
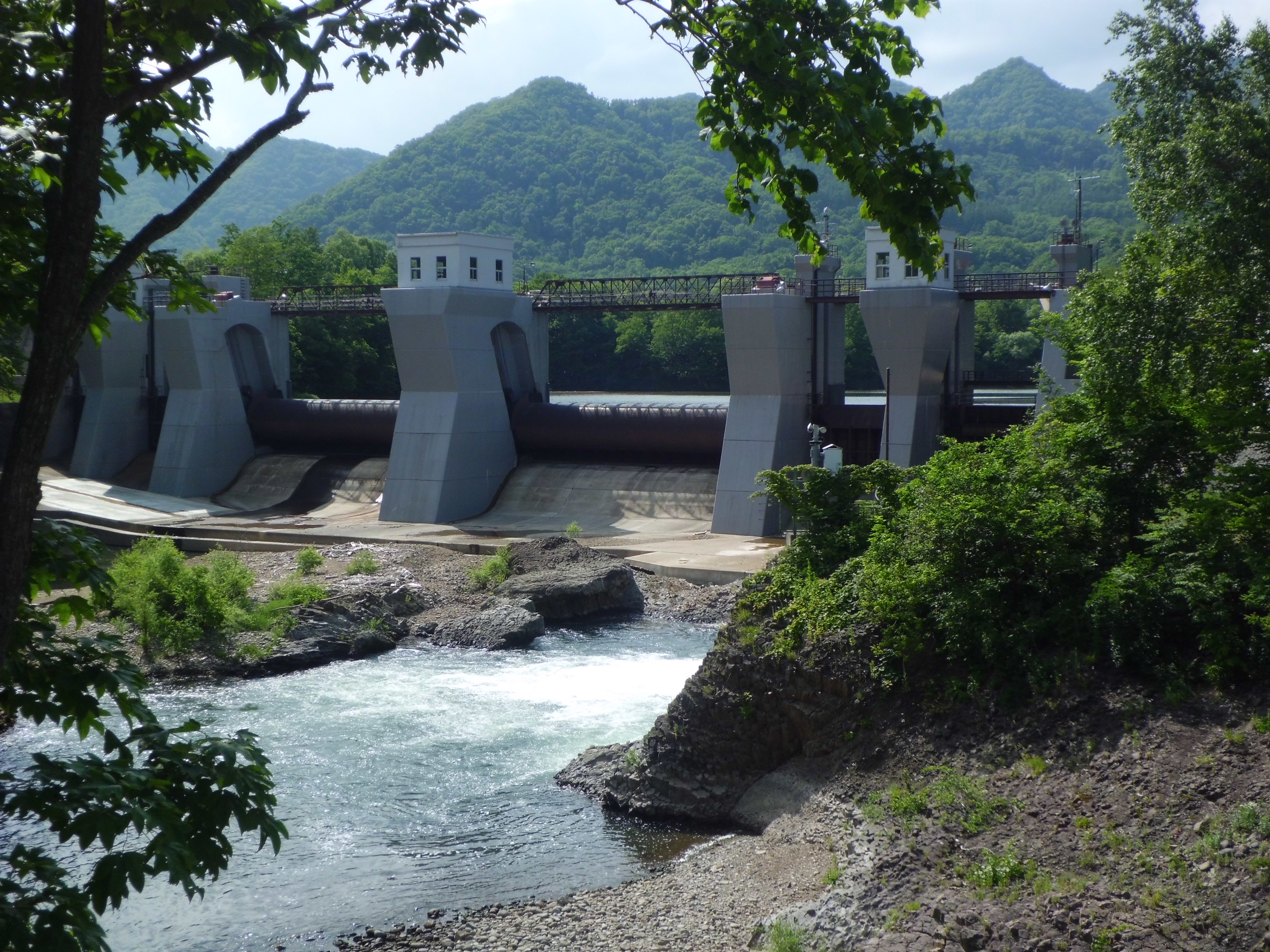
藻岩ダム（2015年7月）
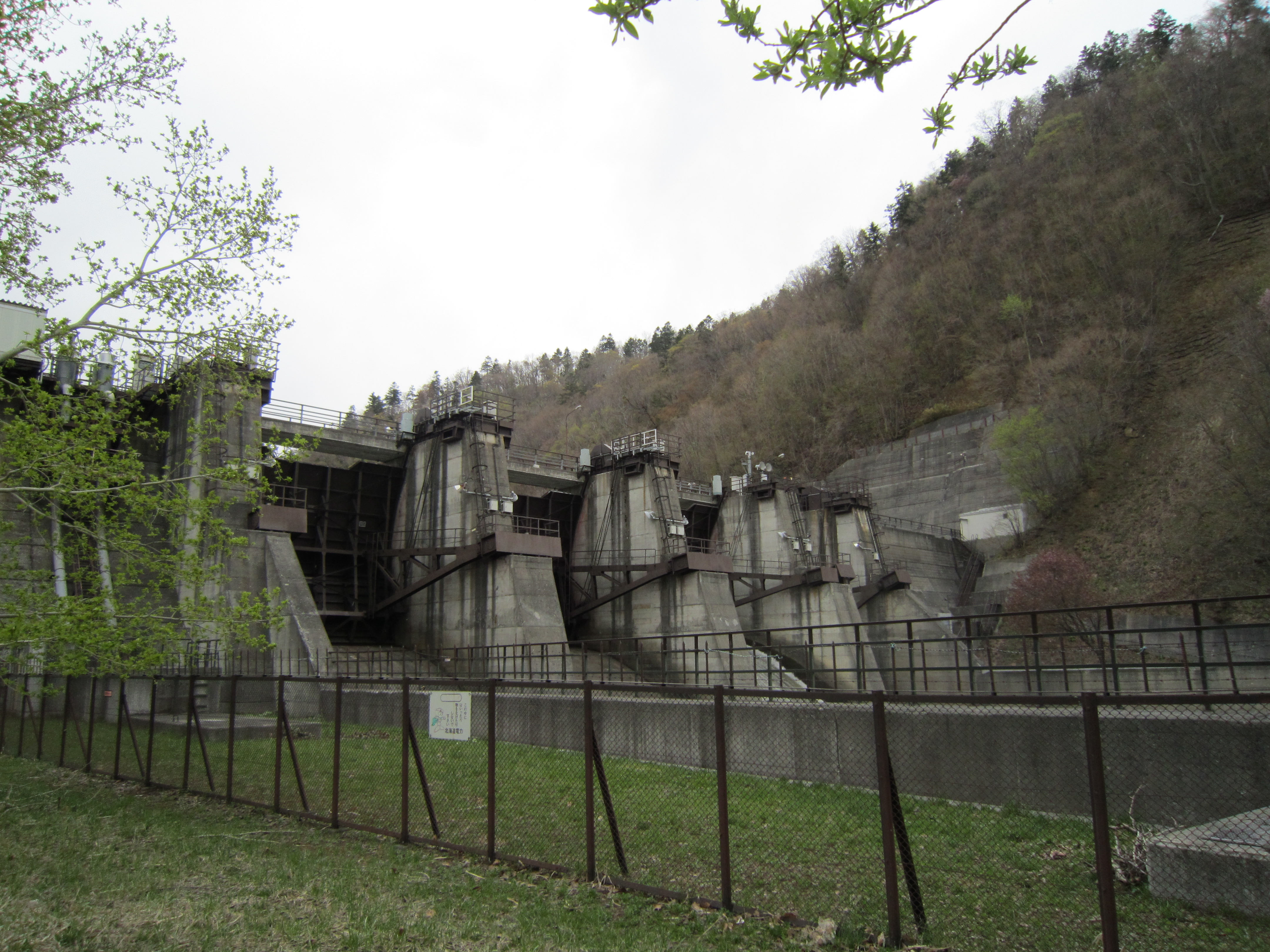
砥山ダム（2017年5月）
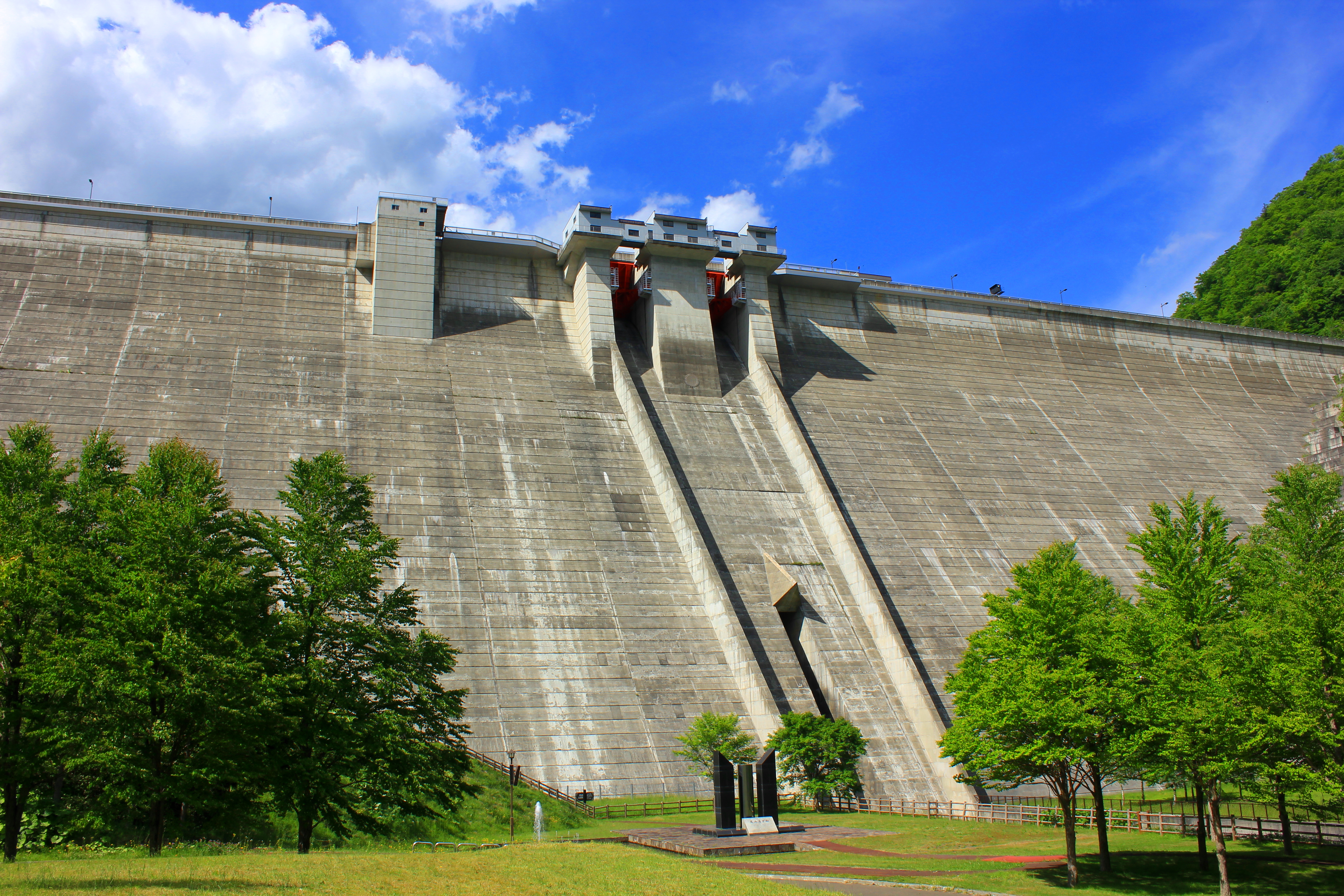
定山渓ダム（2015年6月）
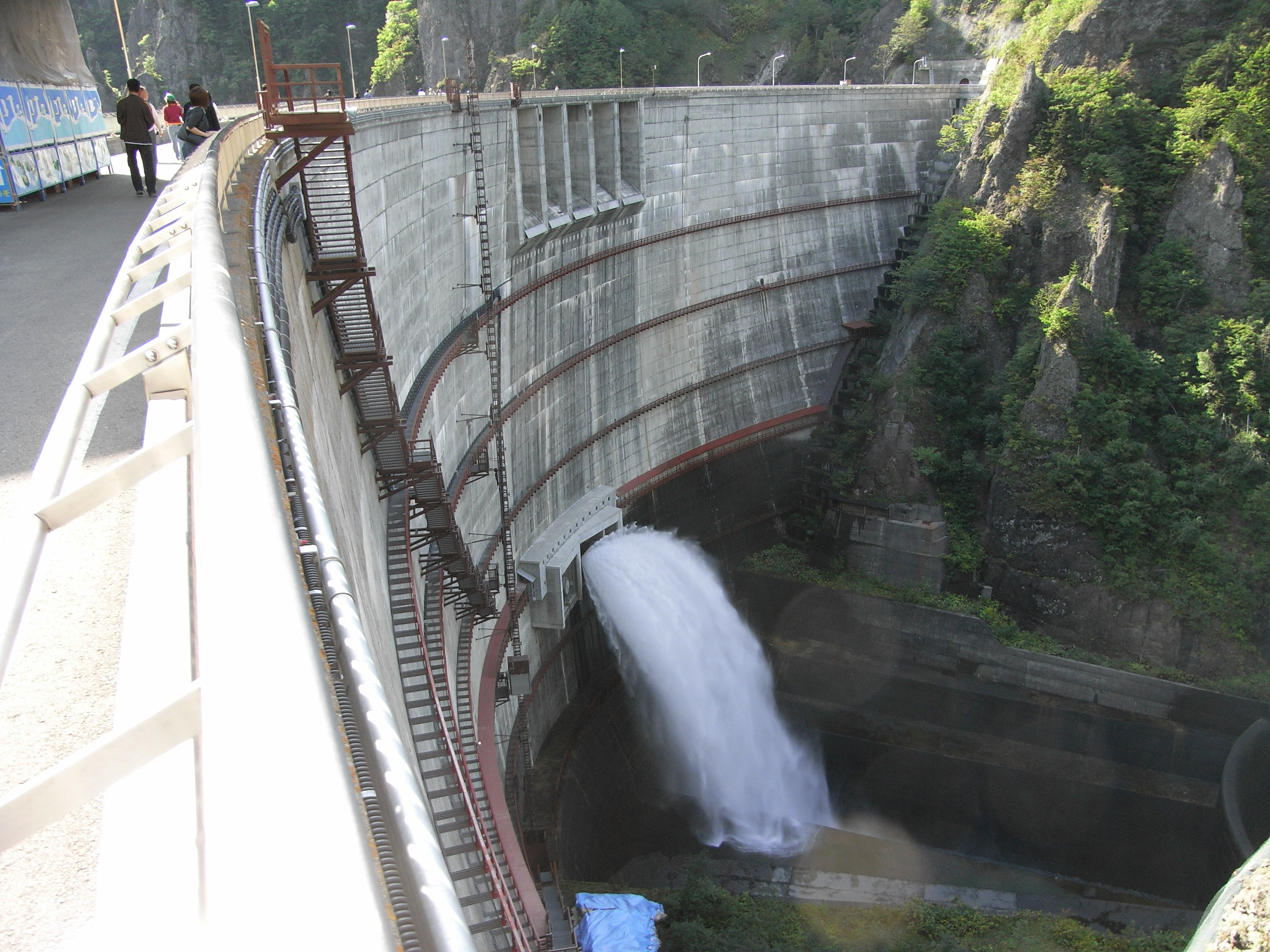
豊平峡ダム（2006年10月）

## 歴史
「歴史」、「南区略年表」参照
- 1753年（宝暦03年）：飛騨屋久兵衛が豊平川沿いの山林伐採開始。
- 1866年（慶応02年）：美泉定山が温泉発見し、仮屋設置（定山渓温泉の前身）。
- 1871年（明治04年）：豊平川沿いに通路開き、宿泊所設置。美泉定山を湯守とする。本願寺道路開通。「定山渓」命名。
- 1872年（明治05年）：簾舞通行屋設置し、黒岩清五郎定住。硬石山から砕石開始。石山で軟石（札幌軟石）発見。
- 1876年（明治09年）：エドウィン・ダンが真駒内に牧牛場（後の真駒内種畜場）開く。
- 1880年（明治13年）：藻岩下に入植。
- 1882年（明治15年）：澄川に入植。
- 1883年（明治16年）：藤野に入植。
- 1887年（明治20年）：吉川太左衛門が小金湯温泉経営。
- 1898年（明治31年）：小村亀十郎が白川の開拓着手。
- 1900年（明治33年）：常盤に入植。
- 1902年（明治35年）：豊平村・平岸村・月寒村が合併し豊平村となる。
- 1906年（明治39年）：山鼻村と円山村が合併し、藻岩村となる。
- 1908年（明治41年）：豊平村が町制施行し、豊平町となる。
- 1909年（明治42年）：定山渓発電所完成。
- 1910年（明治43年）：札幌石材馬車鉄道（山鼻—石山）開業（1918年廃止）。
- 1916年（大正05年）：豊羽鉱山開坑（2006年閉山）。
- 1918年（大正07年）：定山渓鉄道線（白石—定山渓）開業（1969年廃止）。
- 1921年（大正10年）：「藻岩原始林」が国の「天然記念物」指定。
- 1932年（昭和07年）：小樽—定山渓間道路開通。
- 1936年（昭和11年）：藻岩ダム・藻岩発電所完成。
- 1938年（昭和13年）：藻岩村が町制施行し、円山町となる（1941年に札幌市と合併）。
- 1942年（昭和17年）：傷痍軍人北海道第2療養所（後の国立療養所札幌南病院、現在の国立病院機構北海道医療センター）開設。
- 1946年（昭和21年）：真駒内種畜場がアメリカ軍に接収され、「キャンプ・クロフォード」建設開始。
- 1947年（昭和22年）：駒岡に入植。
- 1949年（昭和24年）：藻南公園開園。定山渓地域が「支笏洞爺国立公園」指定。
- 1954年（昭和29年）：十五島公園開園。
- 1955年（昭和30年）：「キャンプ・クロフォード」返還開始（1959年終了）。陸上自衛隊真駒内駐屯地設置。
- 1957年（昭和32年）：藻岩山観光自動車道開通。
- 1961年（昭和36年）：豊平町が札幌市と合併。
- 1965年（昭和40年）：真駒内が『さっぽろ雪まつり』第2会場となる（2005年まで）。
- 1966年（昭和41年）：真駒内団地完成。
- 1968年（昭和43年）：『北海道大博覧会』開催。
- 1970年（昭和45年）：真駒内屋内競技場、真駒内屋外競技場完成。
- 1971年（昭和46年）：札幌市営地下鉄南北線（北24条—真駒内）開業。
- 1972年（昭和47年）：『第11回冬季オリンピック大会』（札幌オリンピック）開催。札幌市が政令指定都市に移行し、行政区制施行。南区役所開設。豊平峡ダム完成。
- 1975年（昭和50年）：北海道立真駒内公園開園。
- 1977年（昭和52年）：南区のシンボルマーク制定。国道230号石山バイパス（石山大橋）開通。
- 1978年（昭和53年）：定山渓大橋完成。
- 1979年（昭和54年）：札幌市南区民センター完成。
- 1983年（昭和58年）：札幌市澄川図書館開館。滝野すずらん丘陵公園一部開園（2010年全面開園）。
- 1984年（昭和59年）：札幌市南区体育館開館。札幌市豊平川さけ科学館開館。
- 1986年（昭和61年）：札幌市保養センター駒岡開設。札幌芸術の森一部開園。石山陸橋立体交差完成。
- 1988年（昭和63年）：札幌市北方自然教育園開園。
- 1989年（平成元年）：札幌市青少年山の家開設。定山渓ダム完成。
- 1990年（平成02年）：『パシフィック・ミュージック・フェスティバル』（PMF）初開催。南区の花（コスモス）・木（シラカバ）・鳥（セキレイ）制定。
- 1991年（平成03年）：札幌市立高等専門学校開校（2011年閉校）。ミュンヘン大橋完成。
- 1998年（平成10年）：札幌市定山渓自然の村開設。
- 1999年（平成11年）：八剣山トンネル開通。
- 2001年（平成13年）：藤野野外スポーツ交流施設 Fu's（フッズスノーエリア）オープン。
- 2003年（平成15年）：札幌市アイヌ文化交流センター開館。
- 2005年（平成17年）：定山源泉公園開園。
- 2006年（平成18年）：札幌市立大学開学。藤野トンネル開通。南区コミュニティエフエム（GREEN FM）開局（2009年廃局）。
- 2015年（平成27年）：旧真駒内緑小学校跡利用施設「まこまる」開設。
- 2017年（平成29年）：盤渓北ノ沢トンネル開通。

## 人口
- 1975年　110,020
- 1980年　128,845
- 1985年　141,743
- 1990年　148,393
- 1995年　155,650
- 2000年　156,787
- 2005年　153,021
- 2010年　146,341
- 2015年　141,190

## 官公署
国の機関
- 農林水産省
  - 林野庁北海道森林管理局石狩森林管理署
    - 定山渓森林事務所・小樽内森林事務所
    - 簾舞森林事務所
- 国土交通省
  - 北海道開発局札幌開発建設部
    - 札幌河川事務所・豊平川ダム統合管理事務所
    - 国営滝野すずらん丘陵公園事務所
- 防衛省
  - 陸上自衛隊
    - 北部方面隊第11旅団
    - 真駒内駐屯地

  - 自衛隊札幌病院
  - 自衛隊札幌地方協力本部
    - 南部地区隊・札幌地域援護センター真駒内常駐組

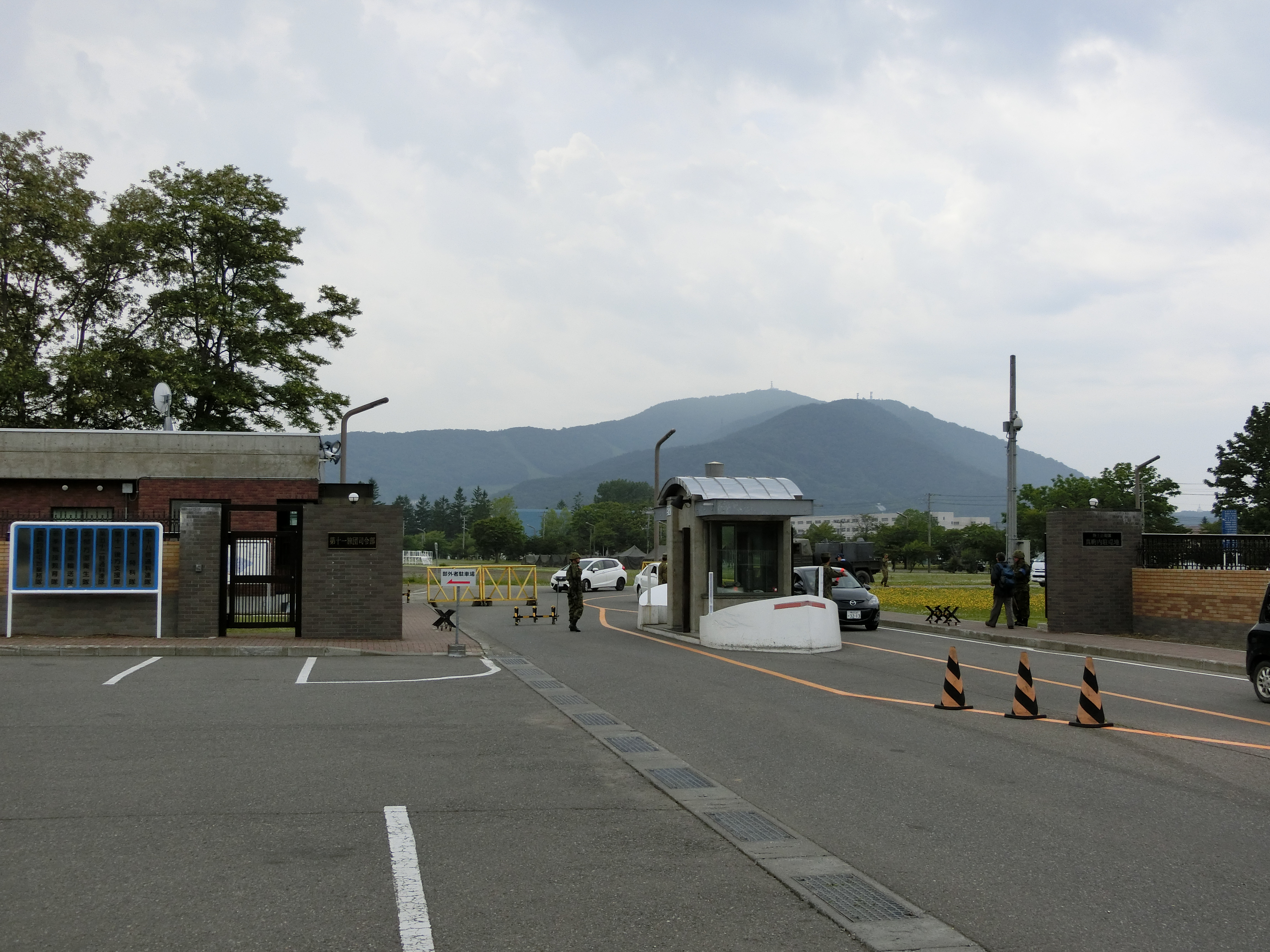
陸上自衛隊真駒内駐屯地（2017年6月）
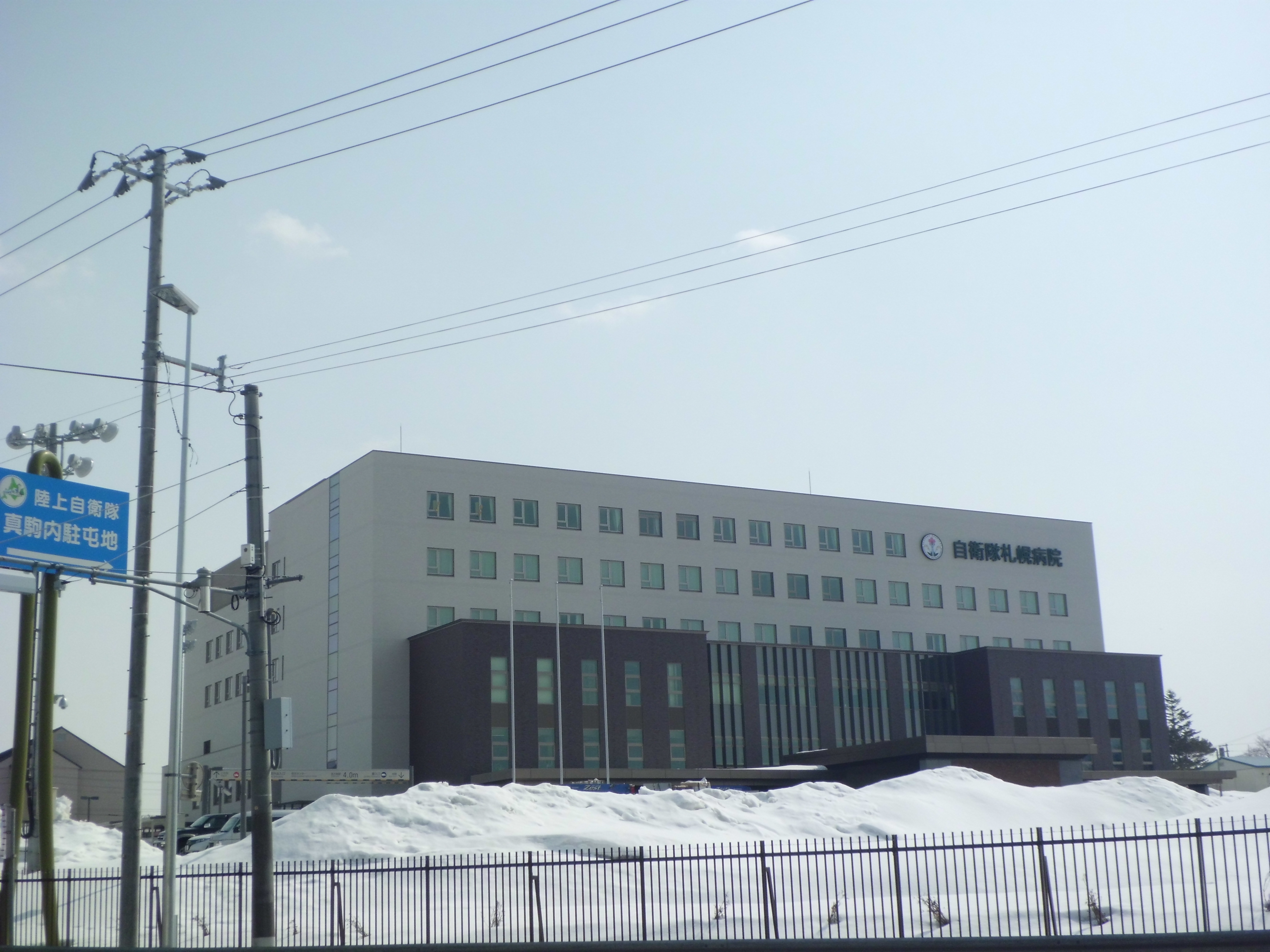
自衛隊札幌病院（2015年3月）

道の機関
- 北海道警察本部
  - 機動隊庁舎
  - 北海道警察学校
- 北海道計量検定所

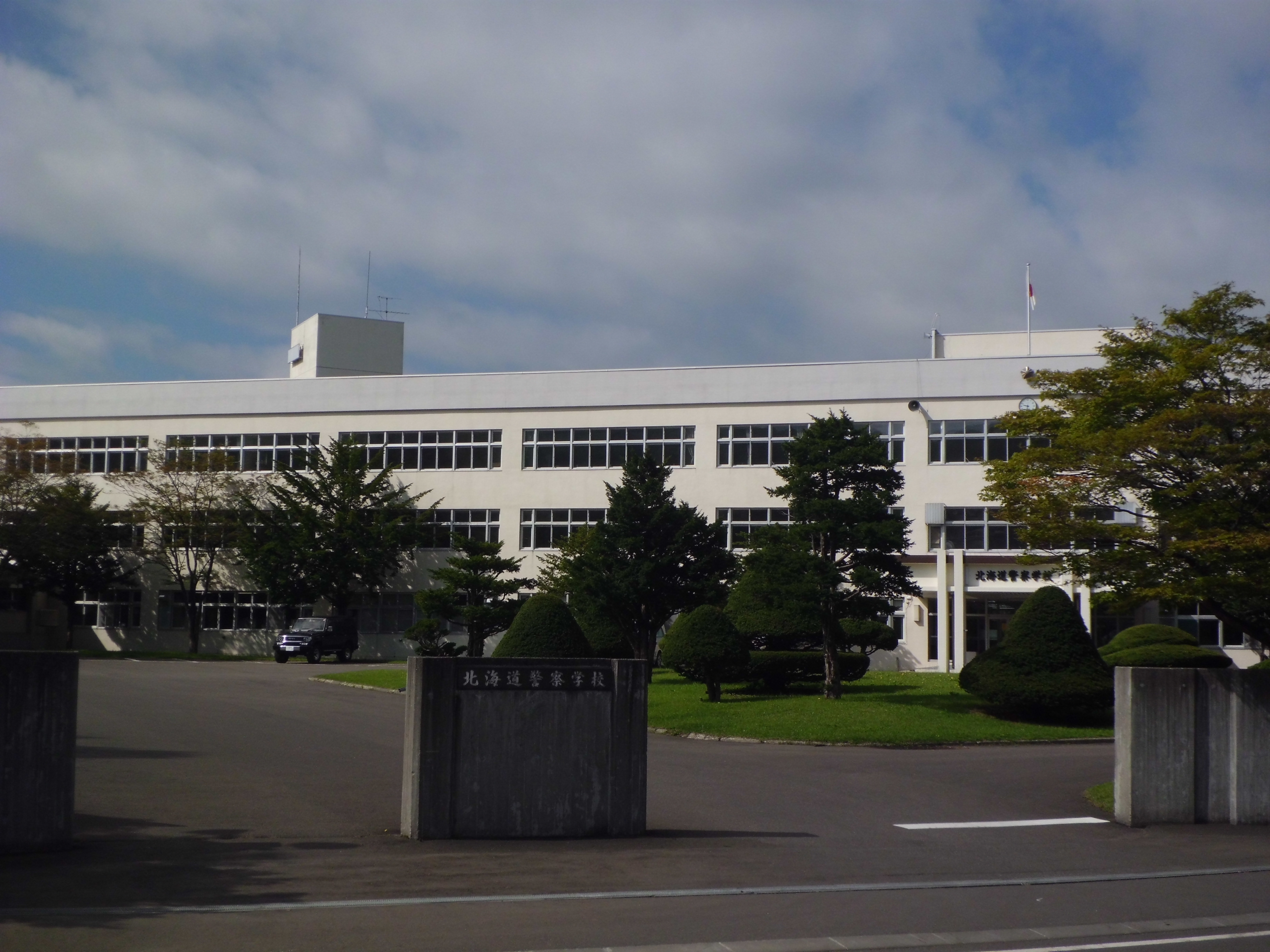
北海道警察学校（2014年9月）

## 公共施設
- 札幌市南区民センター
- 札幌市南保健センター
- 札幌市南区土木センター
- 札幌市藤野地区センター
- 札幌市もいわ地区センター
- 札幌市すみかわ地区センター
- 札幌市保養センター駒岡
- 札幌市南老人福祉センター
- 札幌市南区保育・子育て支援センター「ちあふる・みなみ」（まこまる内）
- 子どもの体験活動の場 Coミドリ（まこまる内）
- あいワーク南（南区民センター内）
- 札幌市水道局中部水道センター
- 白川浄水場
- 定山渓浄水場
- 札幌市定山渓水再生プラザ
- 札幌市中央清掃事務所
- 札幌市中央地区リサイクルセンター
- 札幌市南清掃事務所
- 札幌市駒岡清掃工場
- 札幌市駒岡破砕工場
- 真駒内滝野霊園
- 簾舞霊園
- 藤野聖山園

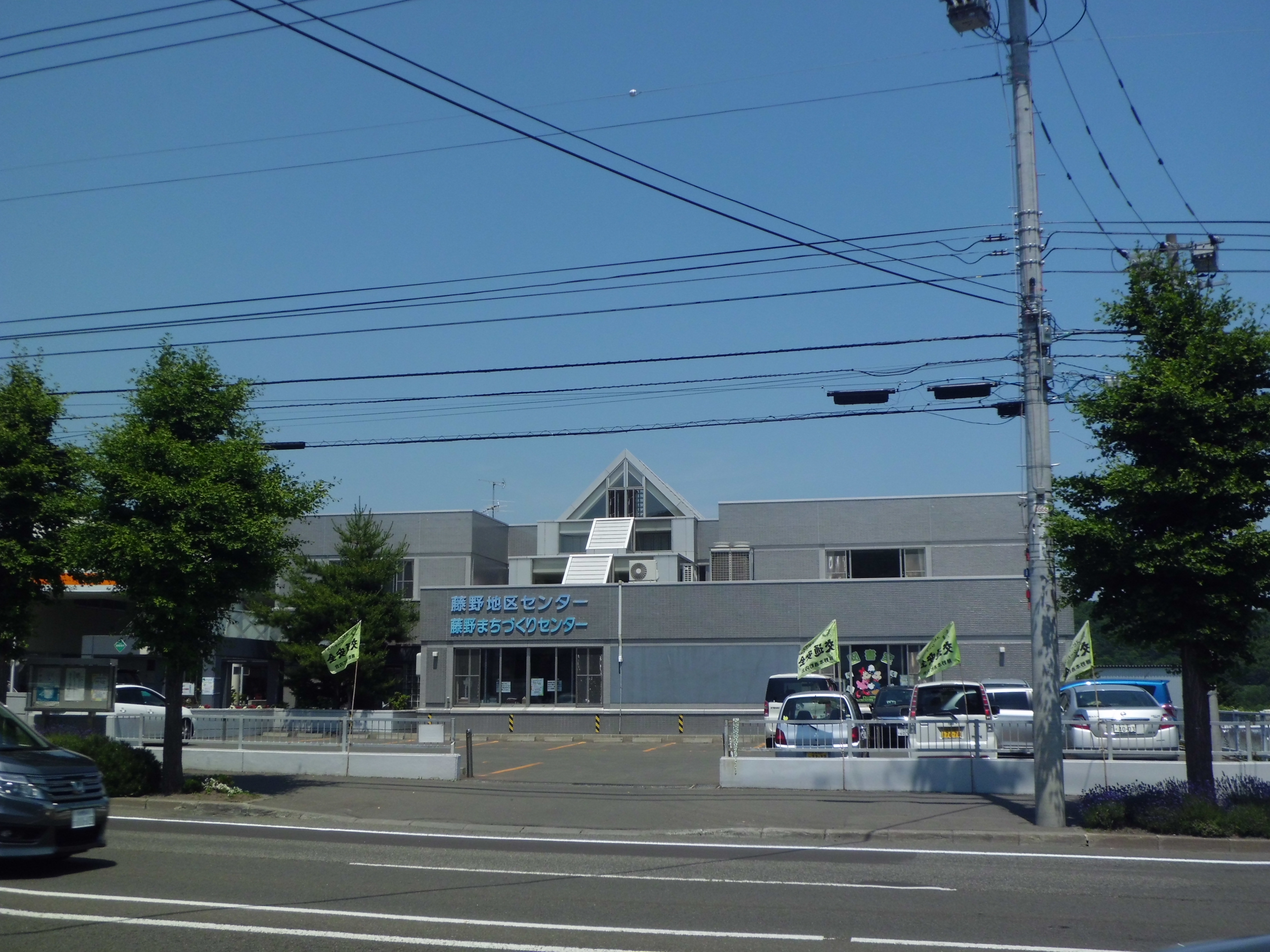
札幌市藤野地区センター・藤野まちづくりセンター（2015年7月）
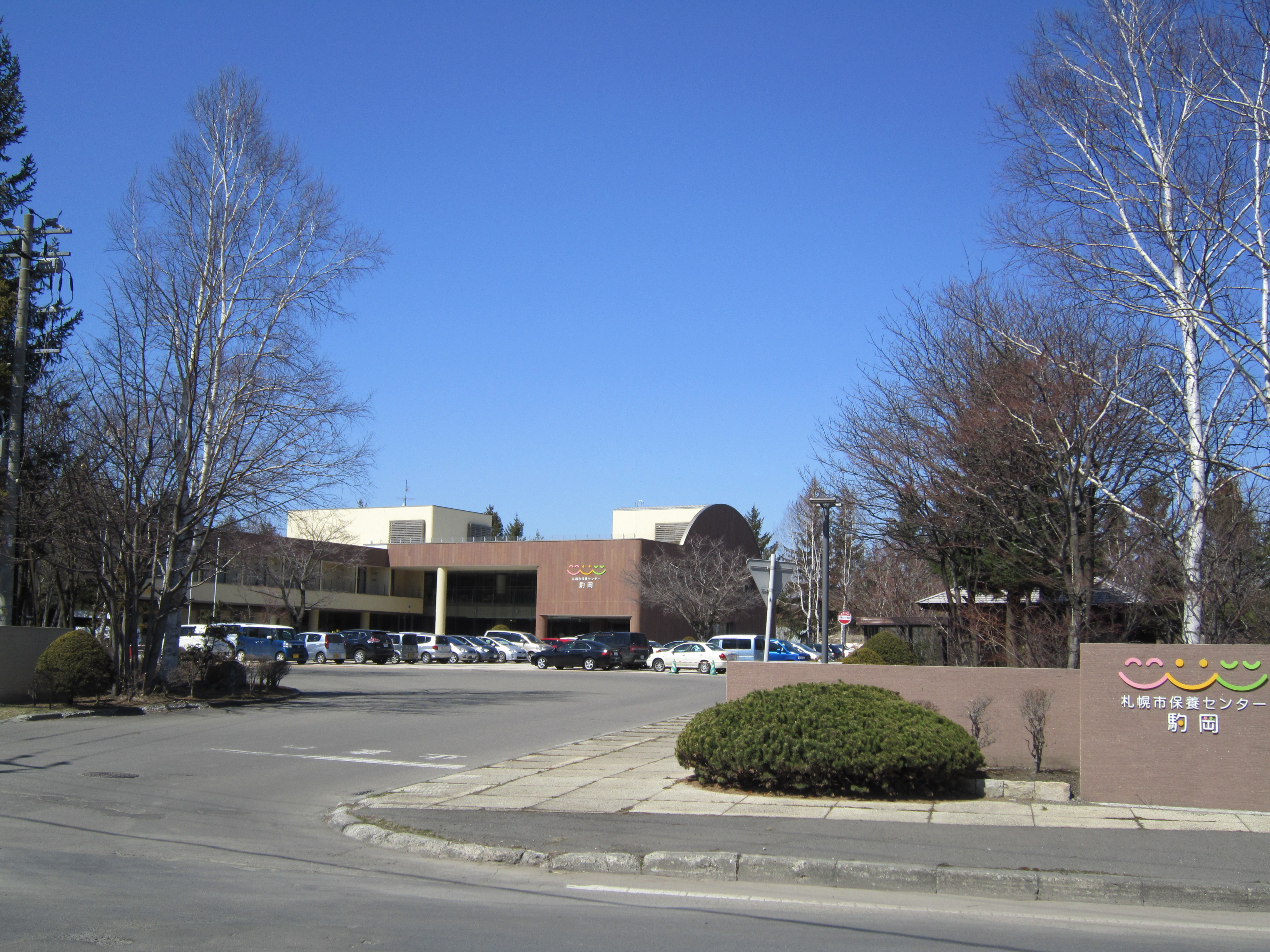
札幌市保養センター駒岡（2019年4月）
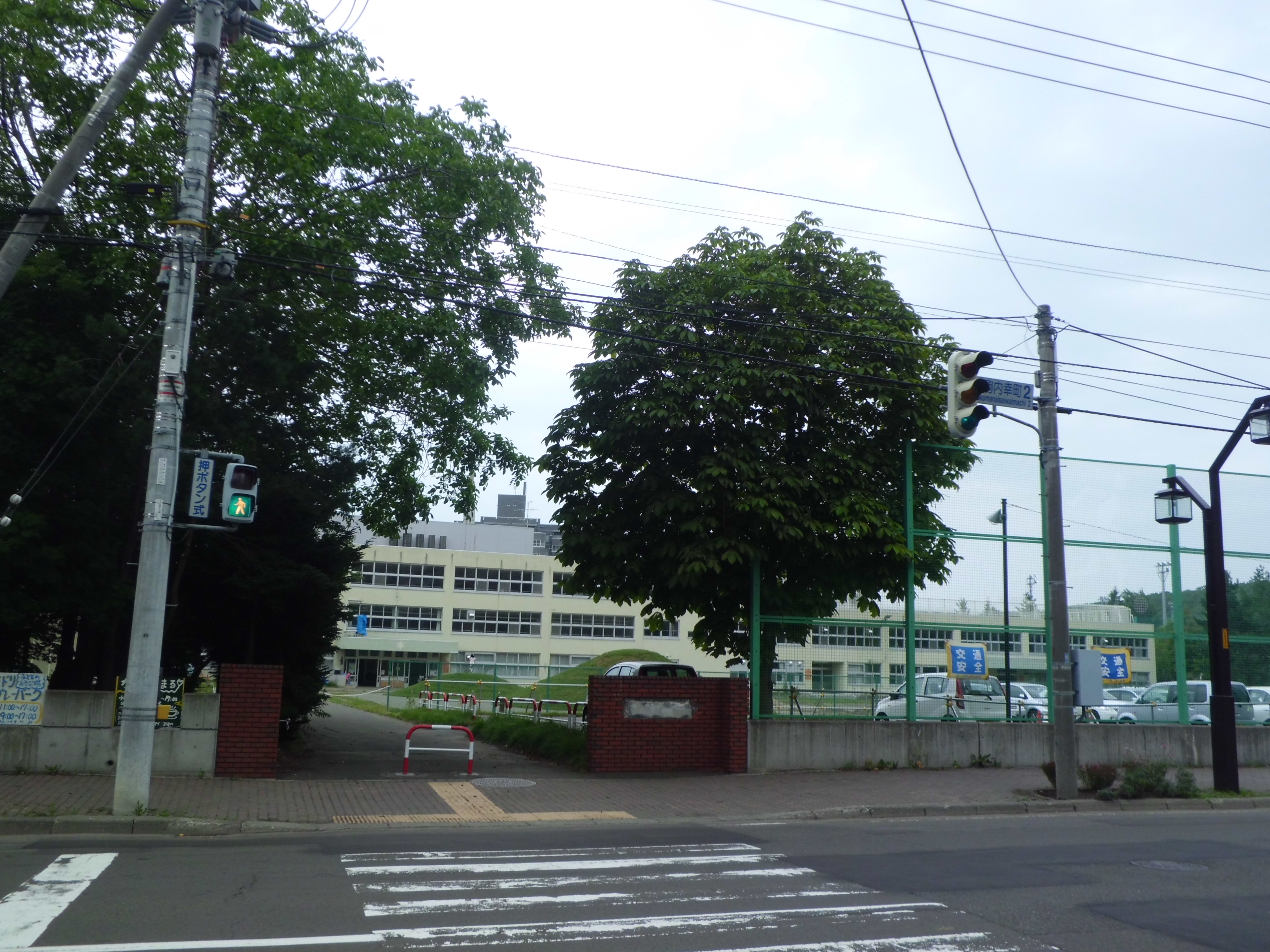
旧真駒内緑小学校跡利用施設「まこまる」（2015年7月）
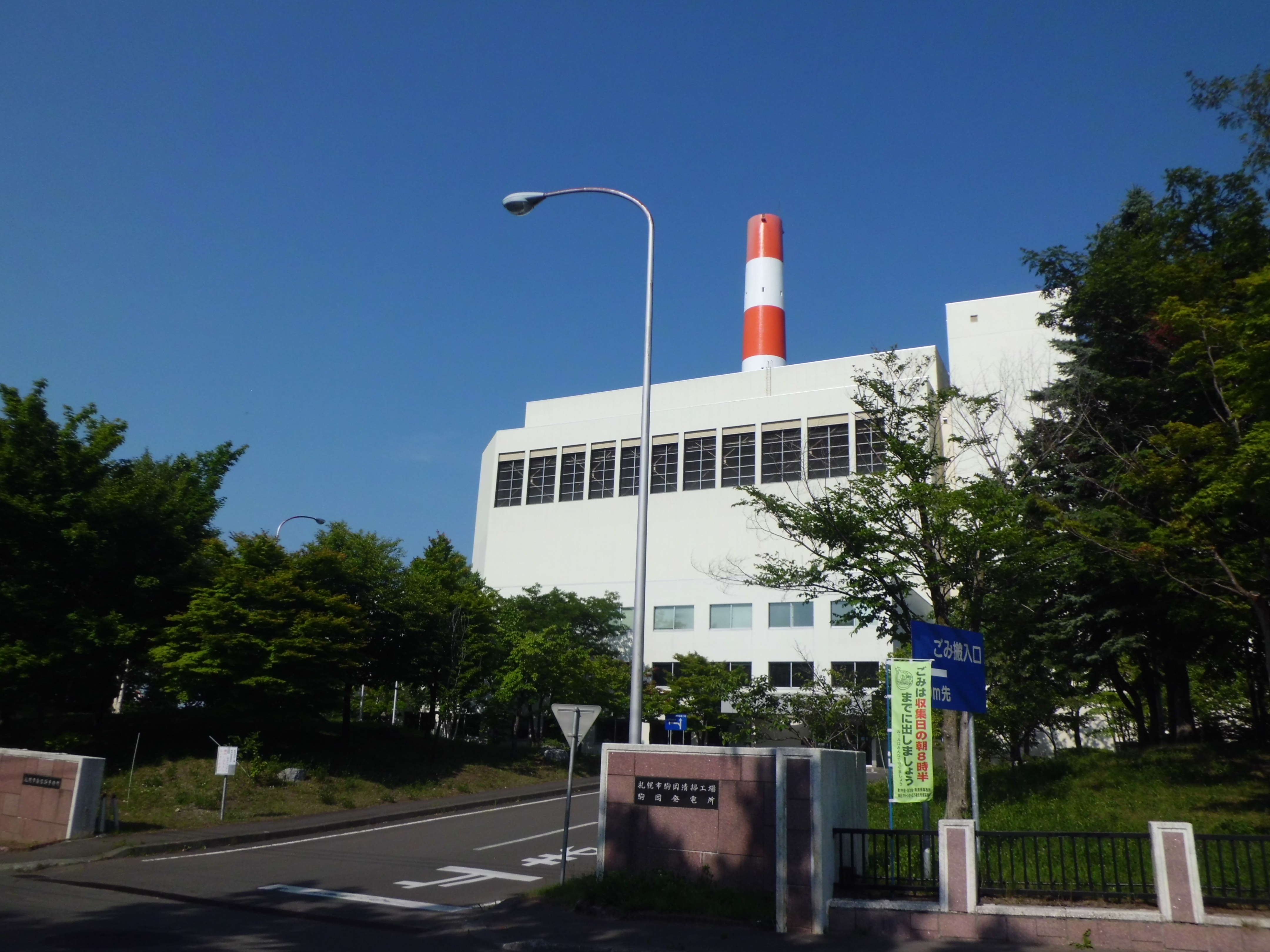
札幌市駒岡清掃工場（2015年7月）

### 文化施設
- 札幌市交通資料館
- 札幌市豊平川さけ科学館
- エドウィン・ダン記念館
- 北海道青少年会館コンパス
- 関口雄揮記念美術館
- 札幌芸術の森美術館
- 札幌市北方自然教育園
- 札幌市アイヌ文化交流センター（サッポロピリカコタン）
- 定山渓郷土博物館（札幌市立定山渓小学校敷地内、冬季閉鎖）
- 札幌市澄川図書館

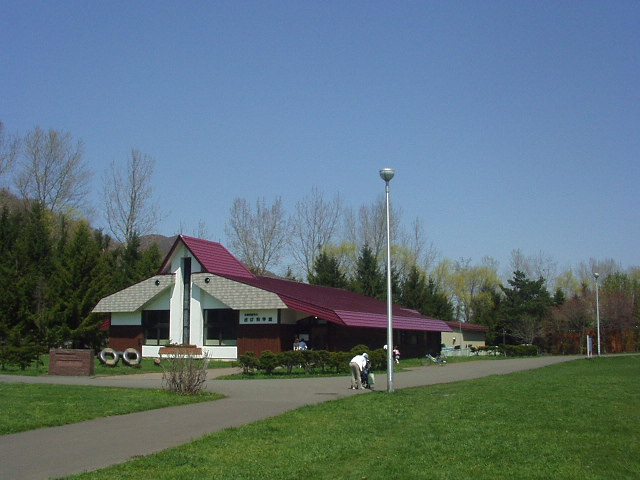
札幌市豊平川さけ科学館（2004年5月）
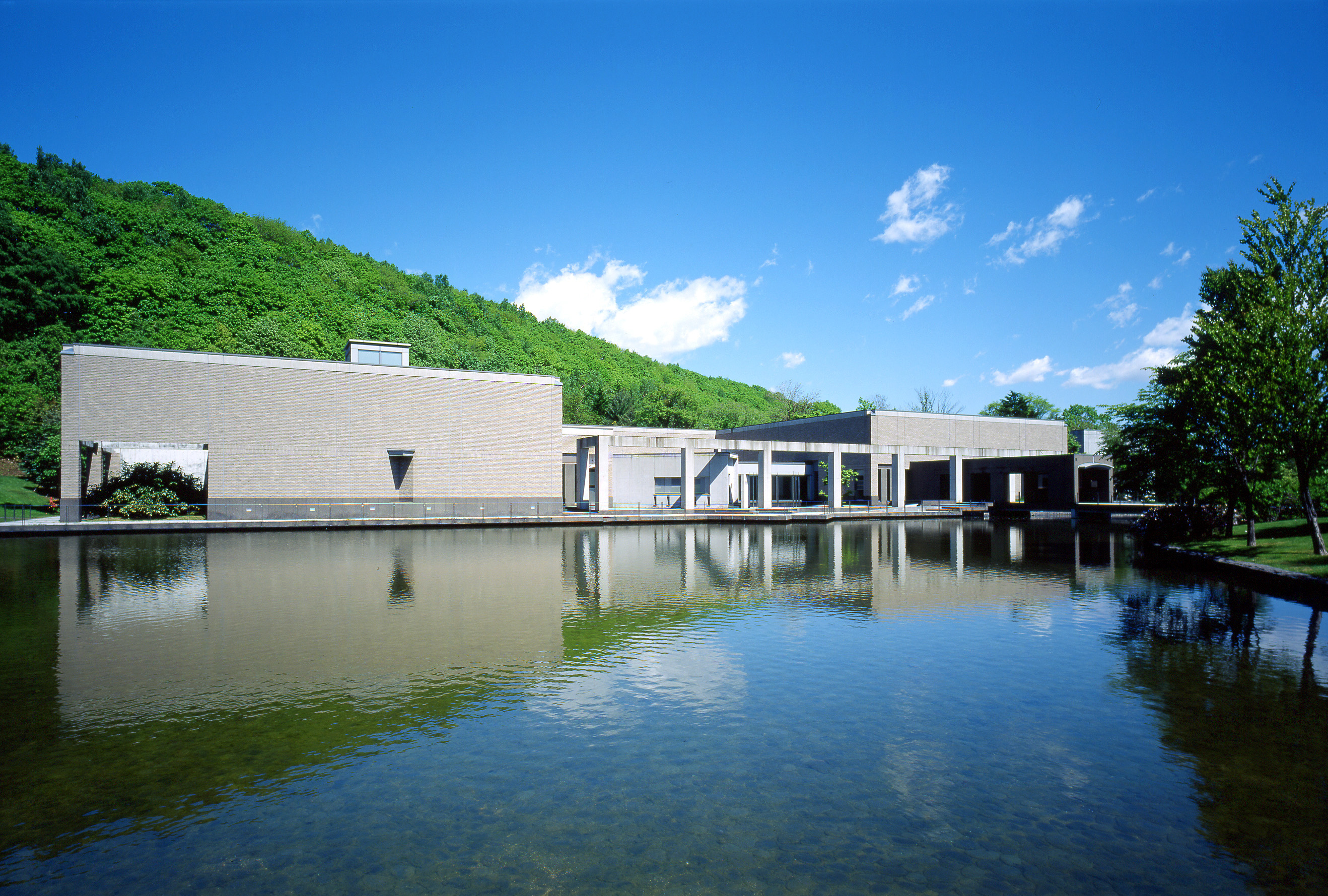
札幌芸術の森美術館
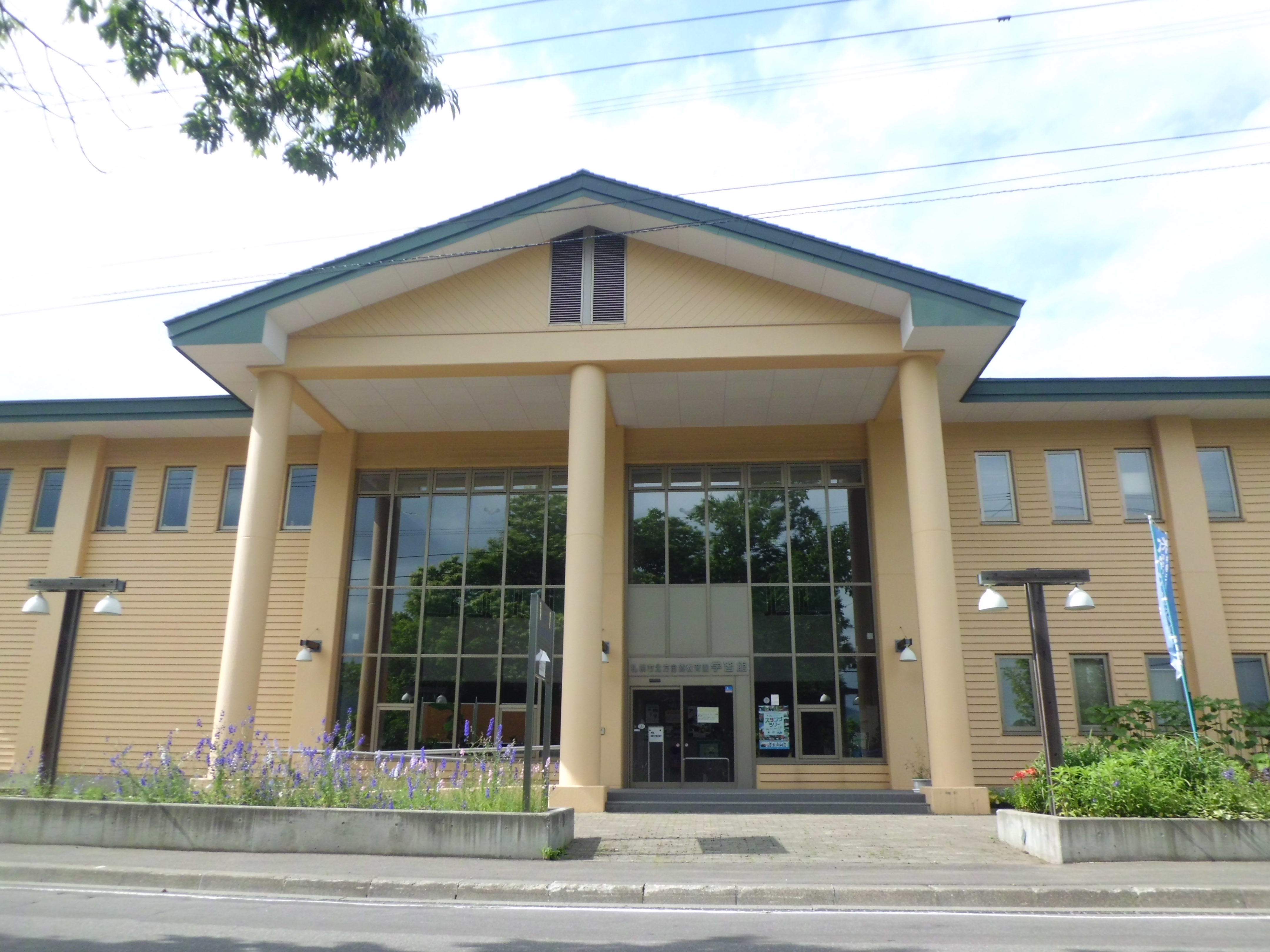
札幌市北方自然教育園学習館（2015年7月）
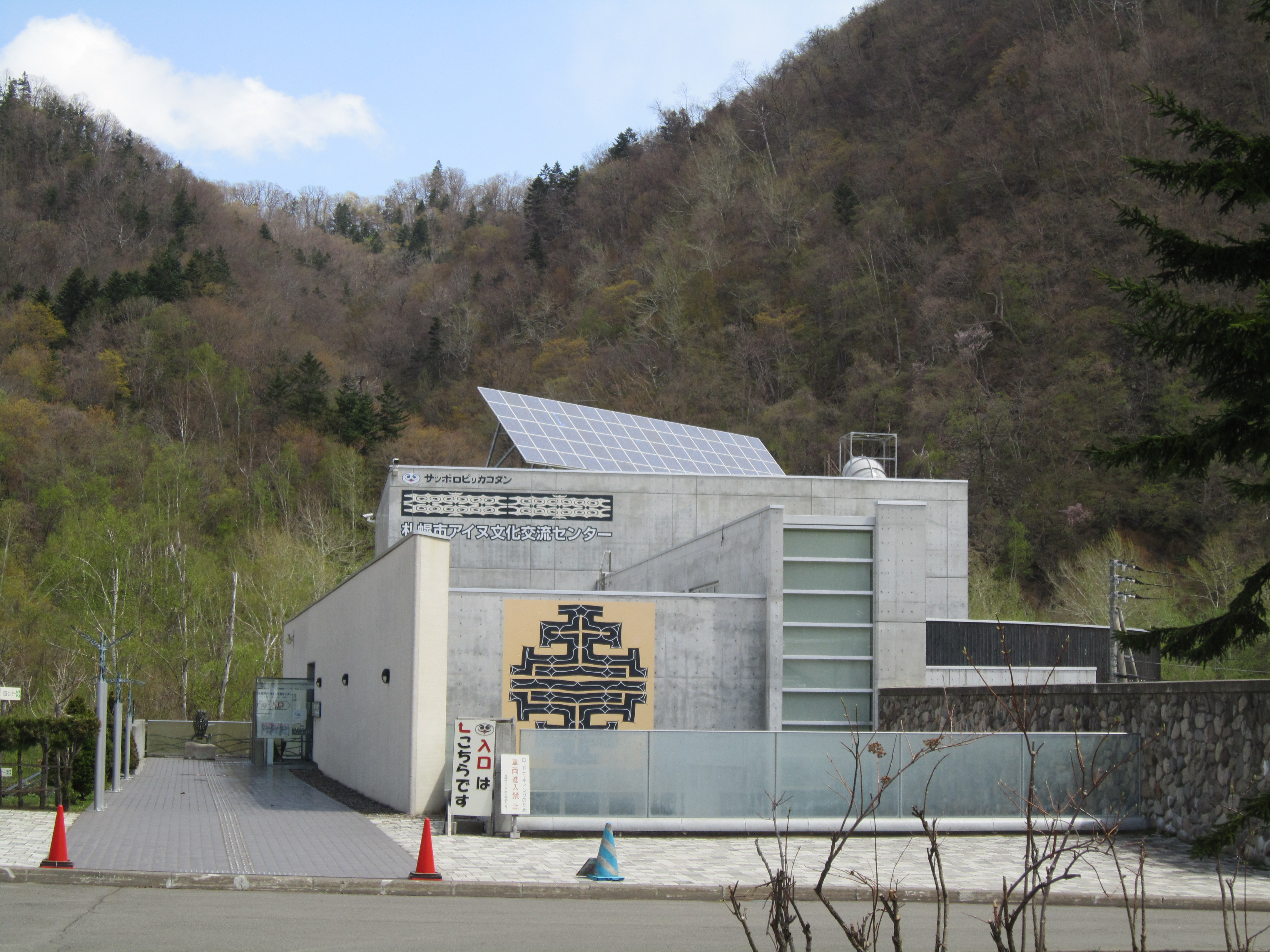
札幌市アイヌ文化交流センター（2017年5月）
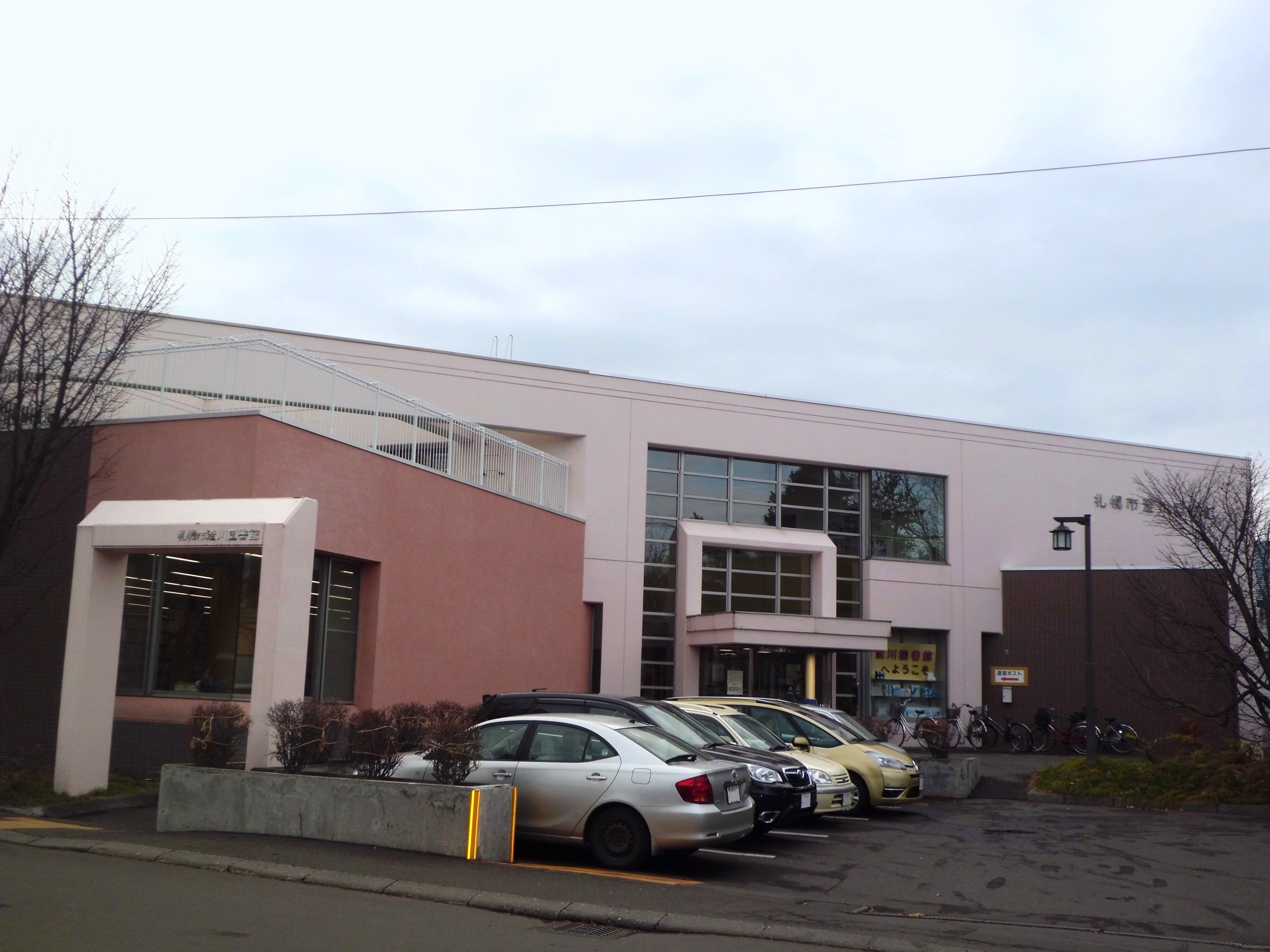
札幌市澄川図書館（2014年11月）

### 多目的施設・スポーツ施設
- 真駒内屋外競技場（真駒内セキスイハイムスタジアム）
- 真駒内屋内競技場（真駒内セキスイハイムアイスアリーナ）
- 札幌市南区体育館
- 北海道青少年会館コンパス
  - 体育館
  - プール
- 藻南公園
  - 野球場
  - 庭球場
- 石山緑地庭球場
- 常盤公園
  - 野球場
  - 庭球場
- 札幌藻岩山スキー場
- 札幌市藤野野外スポーツ交流施設 Fu's（フッズスノーエリア）
- 札幌国際スキー場

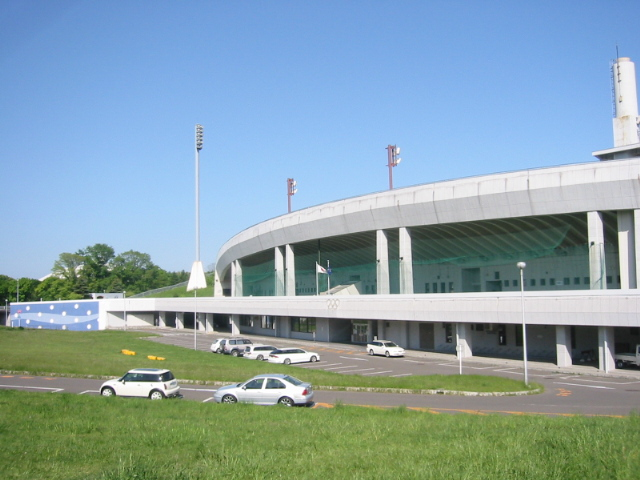
真駒内セキスイハイムスタジアム（2007年6月）
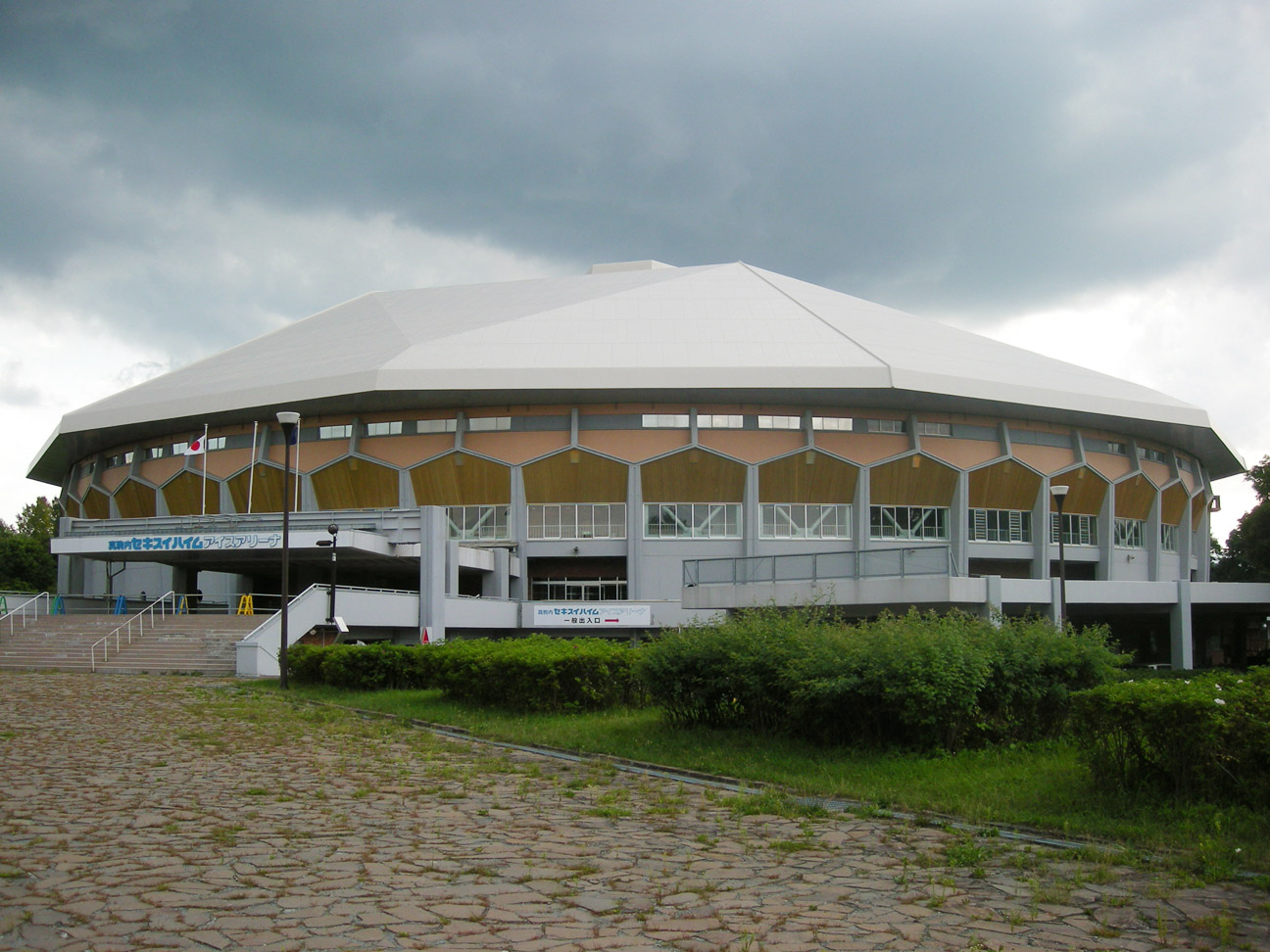
真駒内セキスイハイムアイスアリーナ（2007年8月）
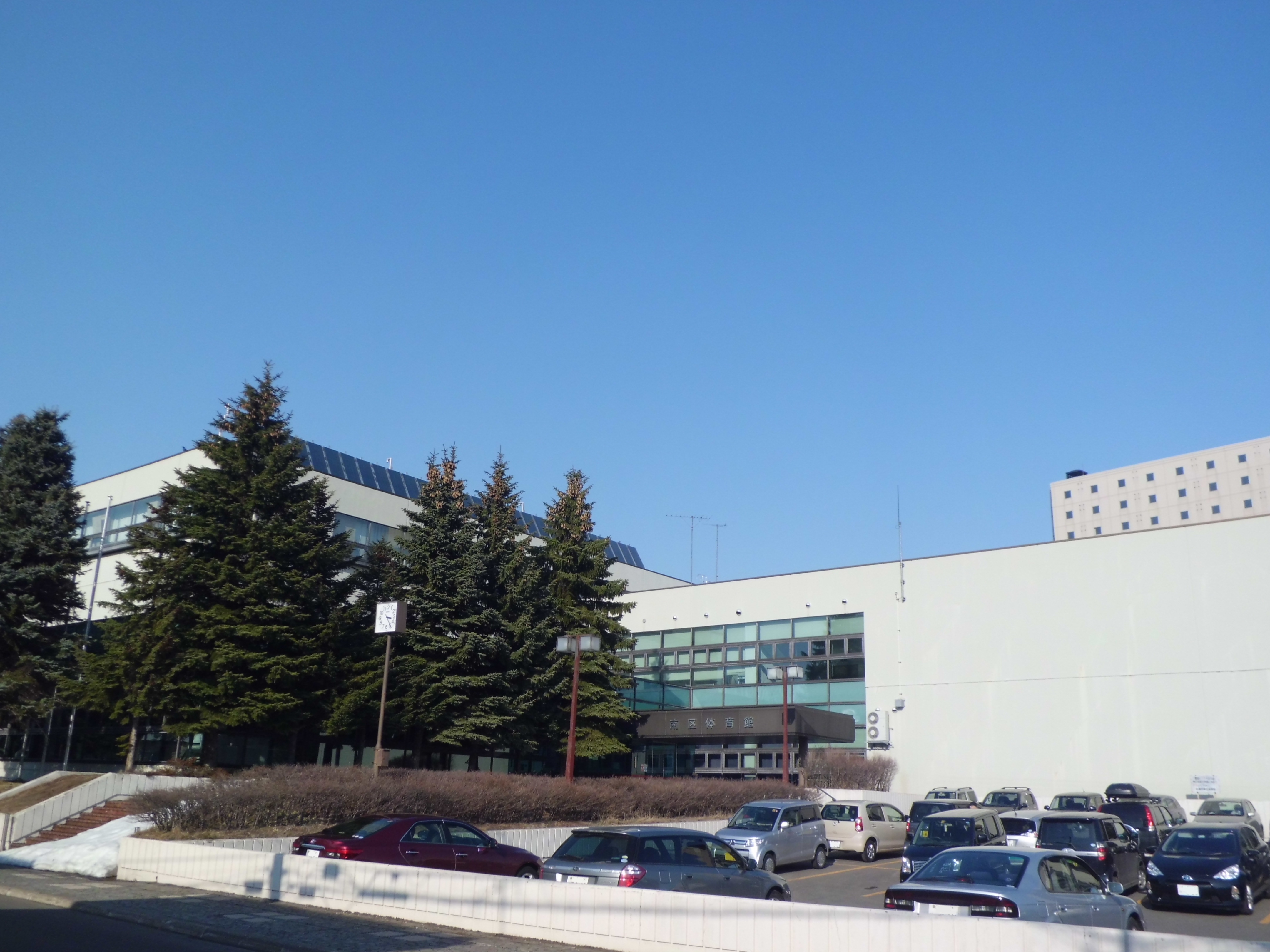
札幌市南区体育館（2015年3月）
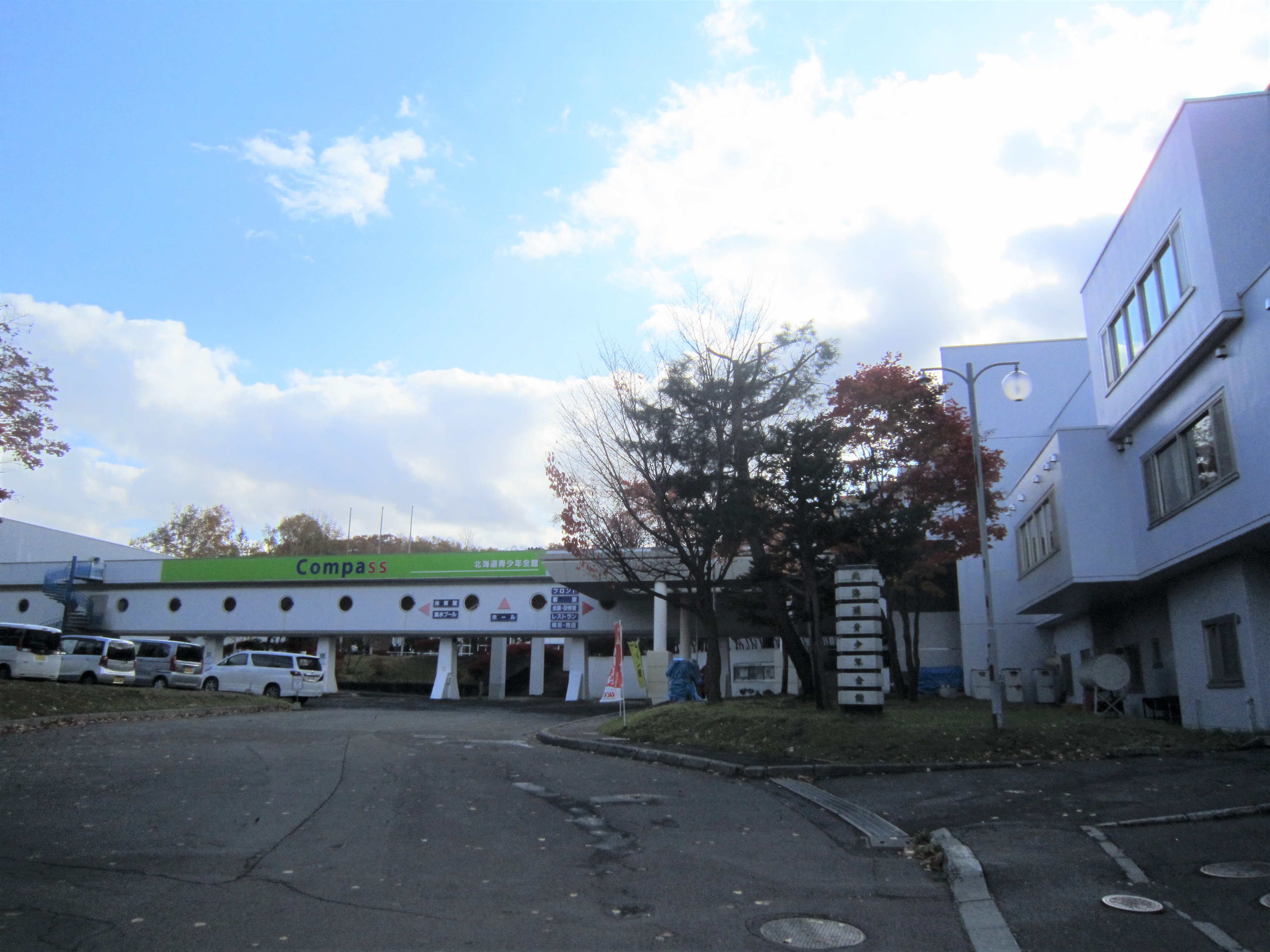
北海道青少年会館コンパス（2020年10月）

## 公的機関

### 警察
- 南警察署（所在地は中央区）
  - 真駒内交番、真駒内団地交番、澄川交番、藤野交番、石山交番、北ノ沢交番、藻南交番、定山渓交番

### 消防
- 札幌市消防局南消防署
  - 澄川出張所、川沿出張所、石山出張所、藤野出張所、定山渓出張所

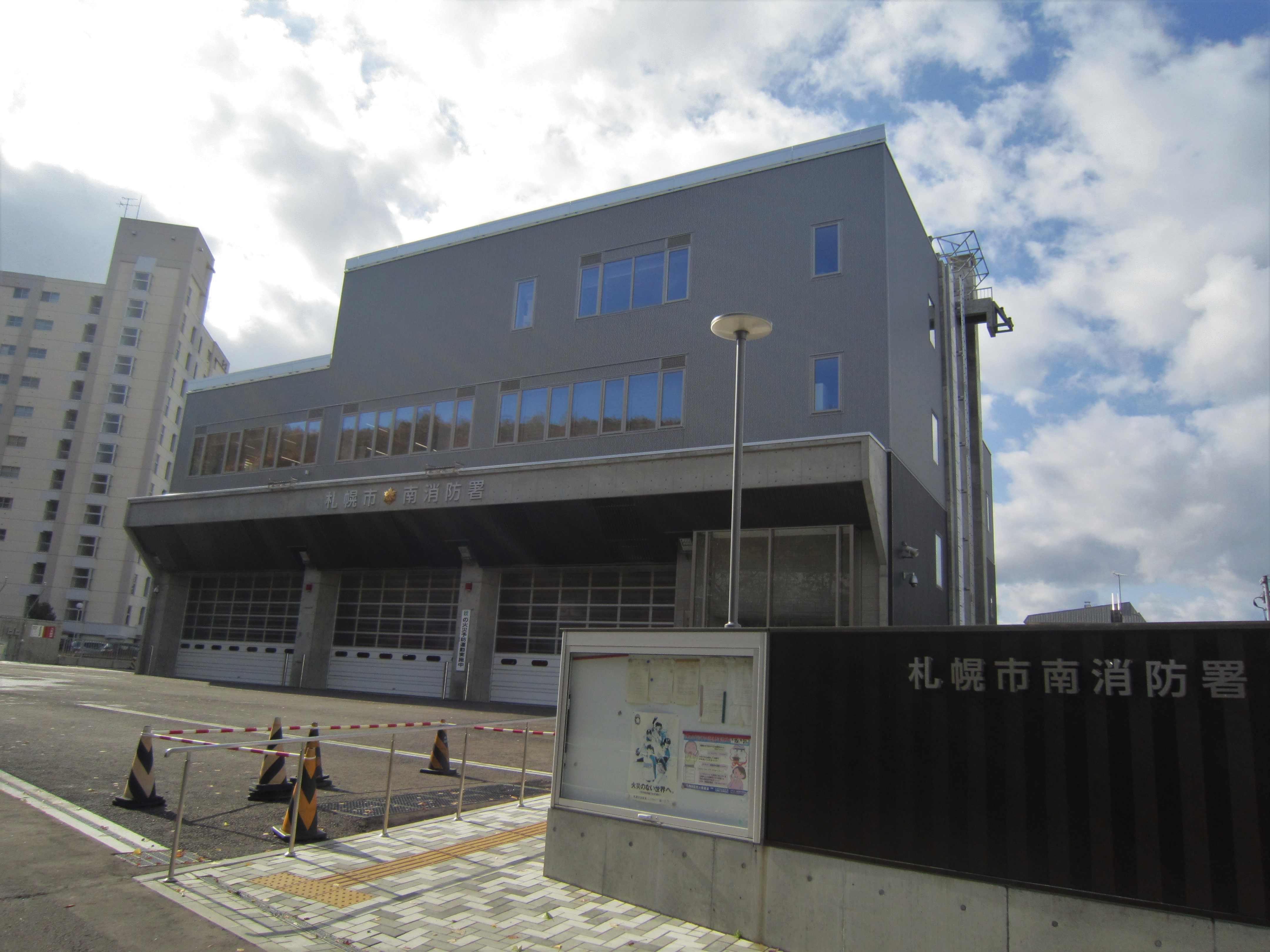
南消防署（2020年10月）

### 病院
「医療機関名簿（南区）」参照
- 愛全病院
- 小笠原記念札幌病院
- 北ノ沢病院
- 五輪橋整形外科病院
- 札幌エルム病院
- 札幌共立五輪橋病院
- 札幌しらかば台南病院
- 札幌南整形外科病院
- 定山渓病院
- 仁楡会札幌病院
- 晴生会さっぽろ南病院
- ときわ病院
- 中村記念南病院
- 林下病院
- 信洋会石山病院（石山メンタルクリニック）
- 札幌藤が丘整形外科病院
- 板倉小児クリニック

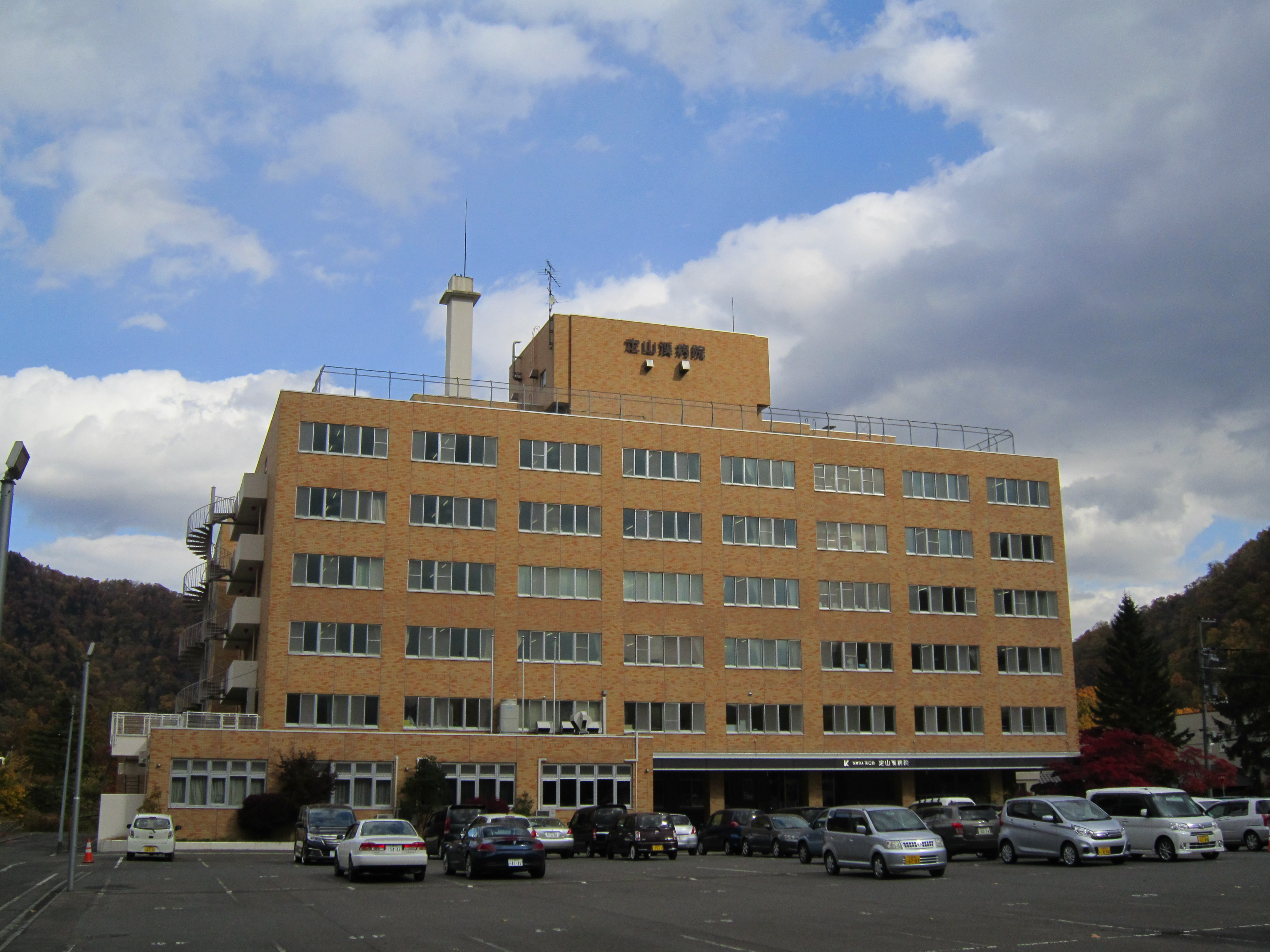
定山渓病院（2017年10月）

### 電力
- 北海道電力札幌南支社
  - 小樽内発電所
  - 豊平峡発電所
  - 定山渓発電所
  - 砥山発電所
  - 藻岩発電所

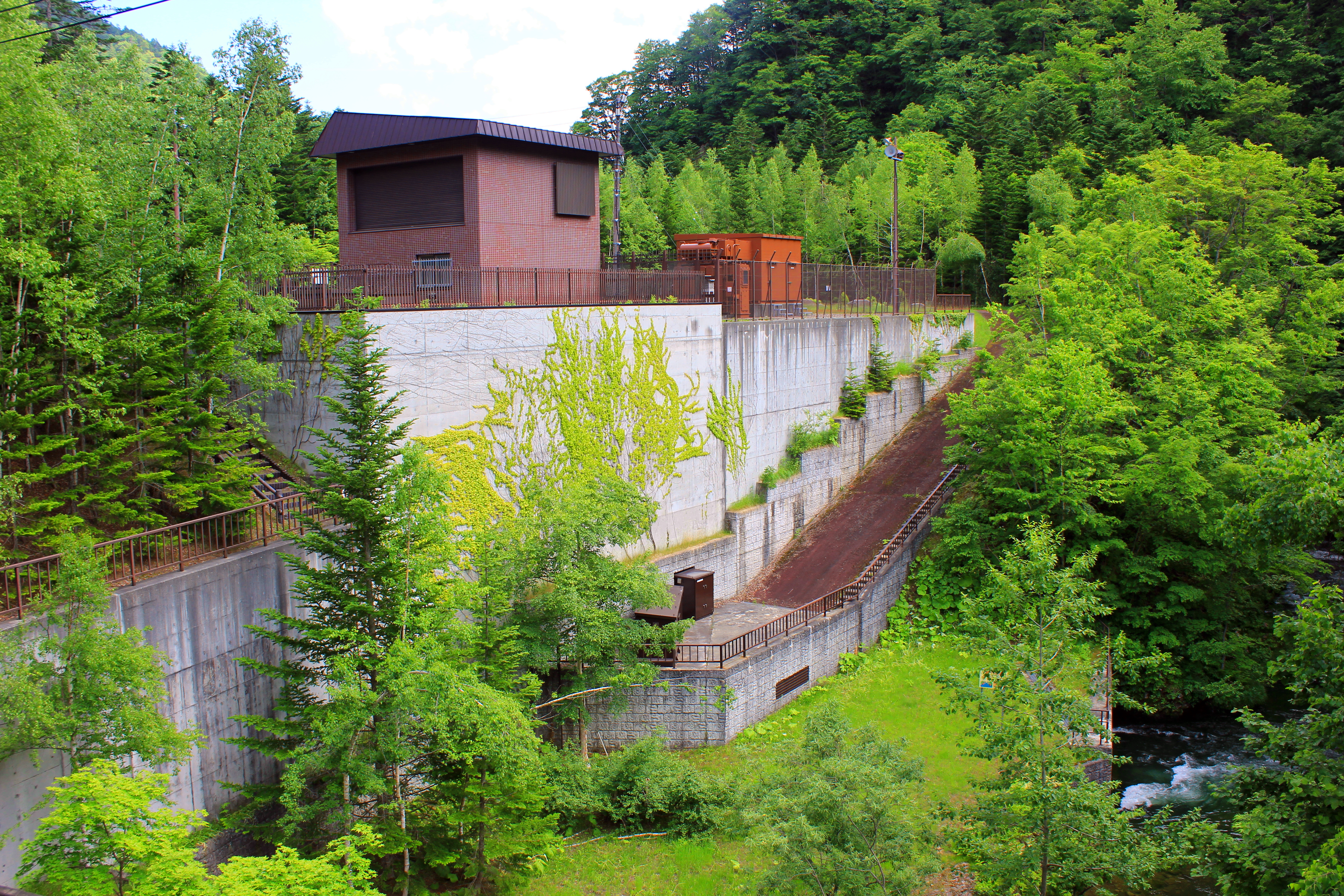
小樽内発電所（2015年6月）
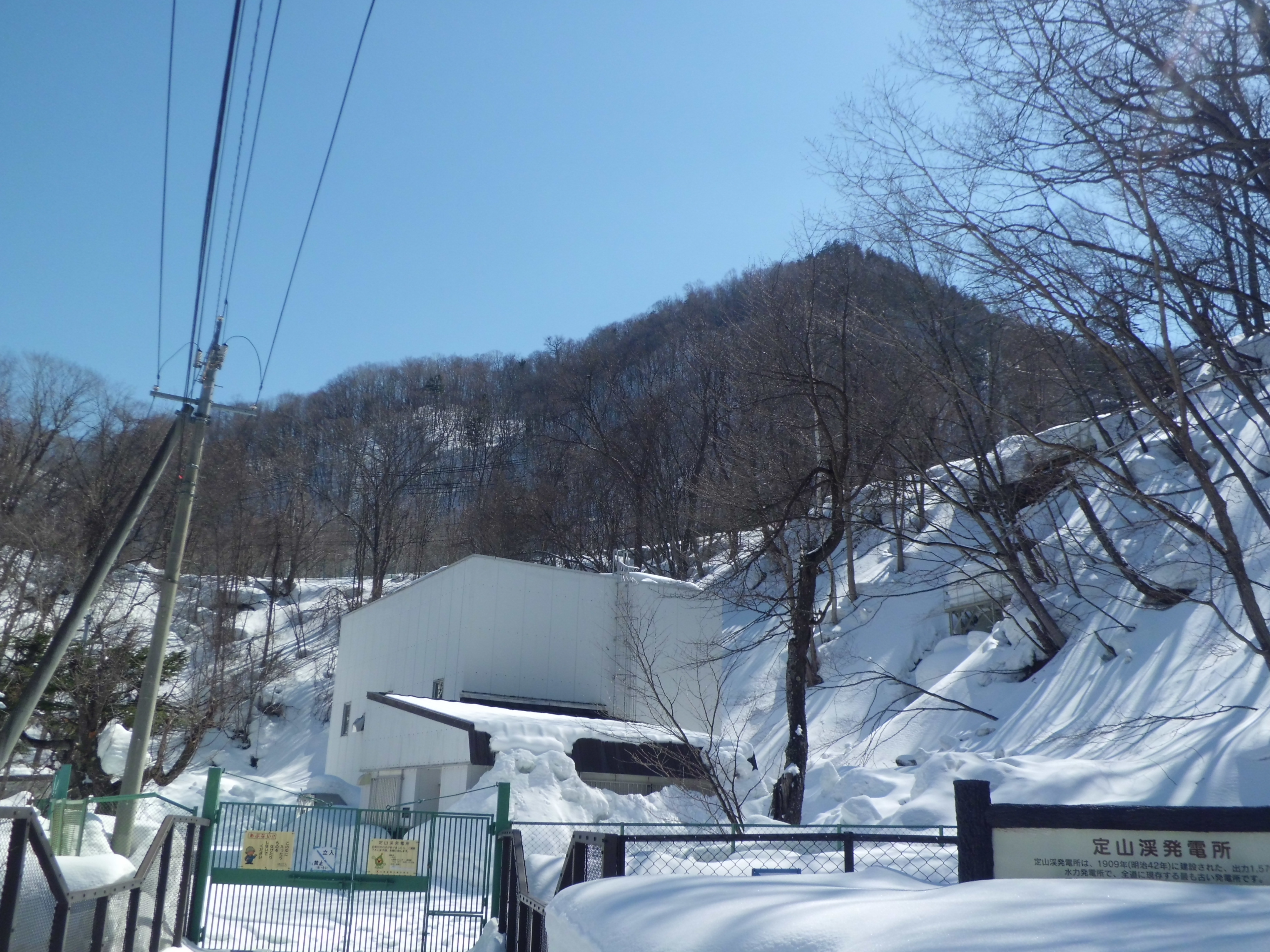
定山渓発電所（2015年3月）
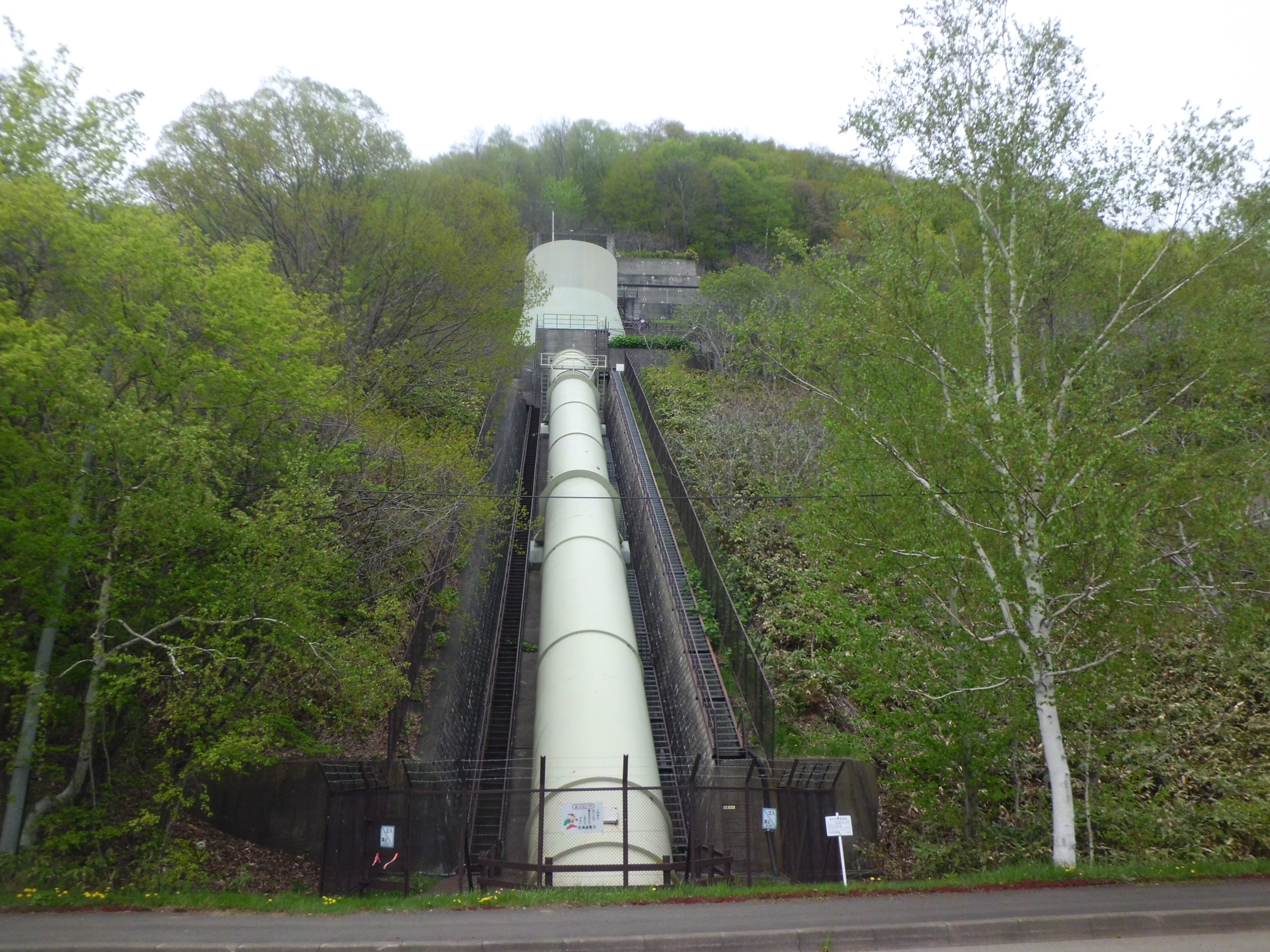
砥山発電所（2016年5月）
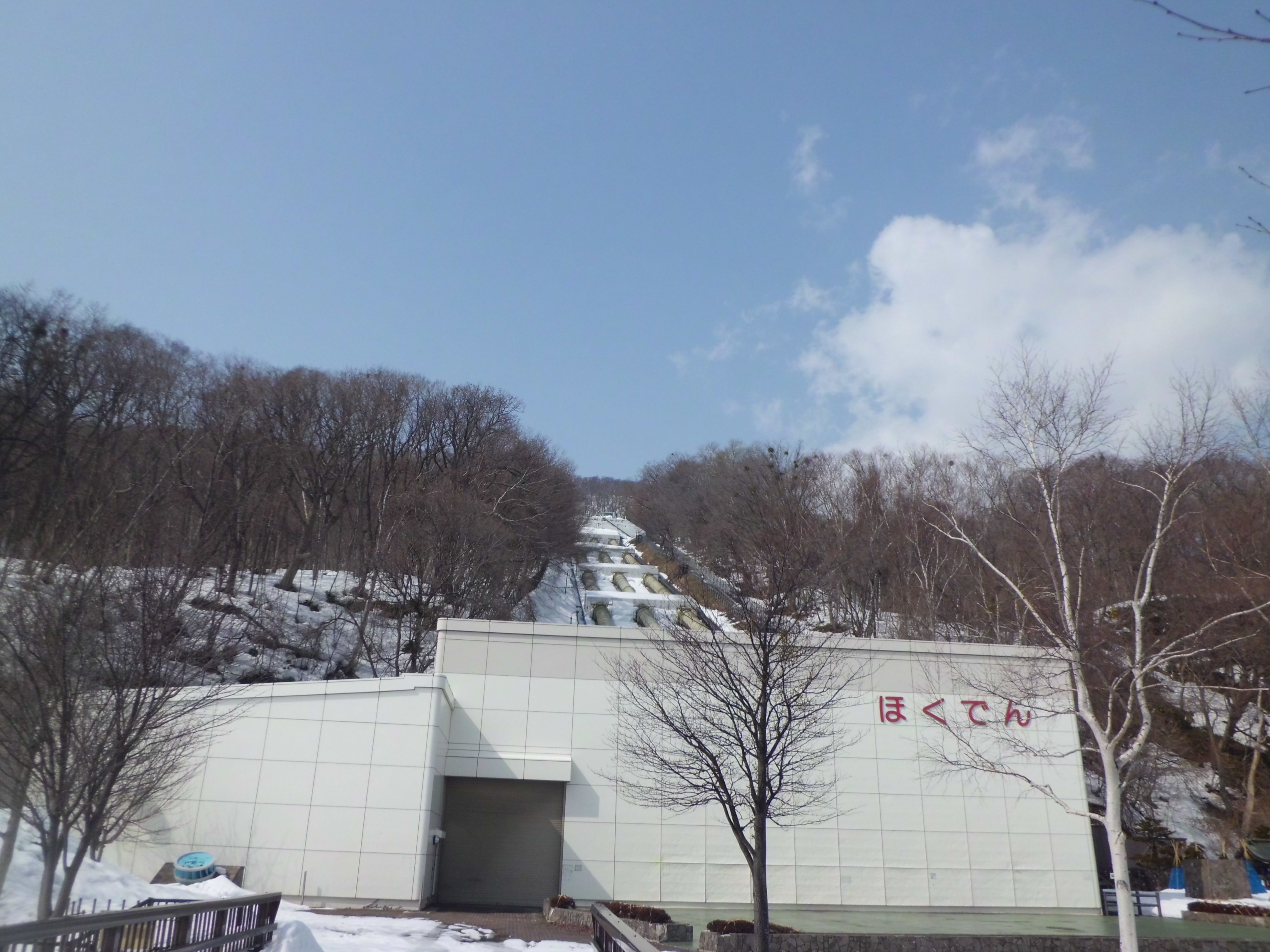
藻岩発電所（2015年3月）

## 教育機関

### 大学・短期大学
公立大学
- 札幌市立大学芸術の森キャンパス

私立大学
- 東海大学札幌キャンパス

短期大学
- 光塩学園女子短期大学

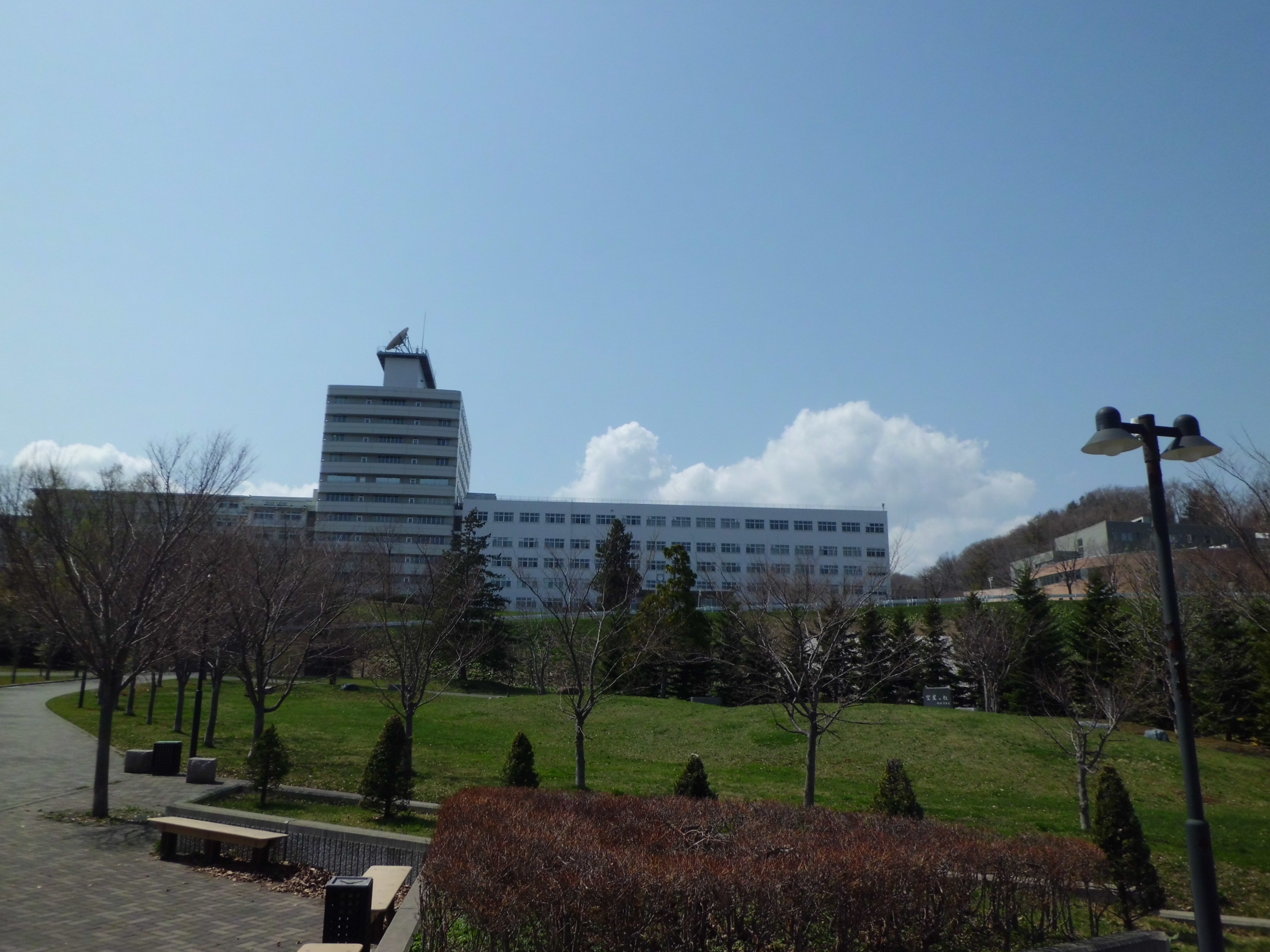
東海大学札幌キャンパス（2012年5月）
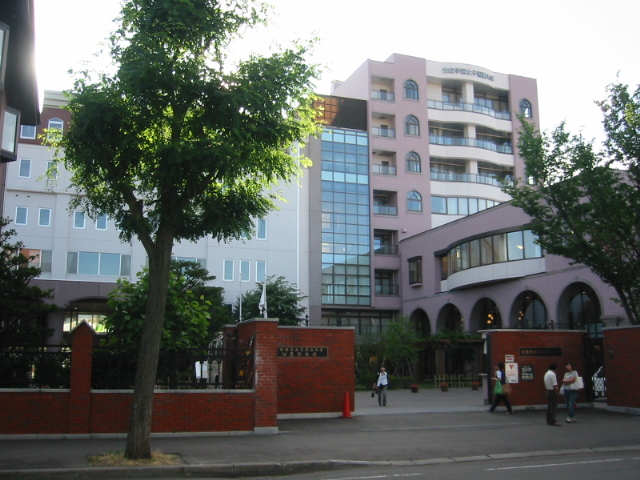
光塩学園女子短期大学（2007年7月）

### 専修学校
「学生納付特例対象学校一覧」参照
- 池見札幌歯科衛生士専門学校
- 経専医療事務薬業専門学校
- 経専北海道観光専門学校
- 経専北海道どうぶつ専門学校
- 経専北海道保育専門学校
- 中村記念病院附属看護学校
- 宮島学園北海道製菓専門学校

### 高等学校
道立
- 北海道札幌南陵高等学校

市立
- 市立札幌啓北商業高等学校（北海道札幌伏見高等学校）（旧市立石山高等学校）
- 市立札幌藻岩高等学校（旧北海道札幌藻岩高等学校）

私立
- 札幌新陽高等学校（慈恵学園）（旧札幌慈恵女子高等学校）
- 札幌高等学校（東海大学）

### 中学校
- 札幌市立藻岩中学校
- 札幌市立石山中学校
- 札幌市立定山渓中学校
- 札幌市立簾舞中学校
- 札幌市立常盤中学校
- 札幌市立真駒内中学校
- 札幌市立澄川中学校
- 札幌市立真駒内曙中学校
- 札幌市立藤野中学校
- 札幌市立南が丘中学校

### 小学校
- 札幌市立藻岩小学校
- 札幌市立南小学校
- 札幌市立義務教育学校定山渓学園
- 札幌市立石山緑小学校
- 札幌市立簾舞小学校
- 札幌市立芸術の森小学校
- 札幌市立藤の沢小学校
- 札幌市立駒岡小学校
- 札幌市立澄川小学校
- 札幌市立藻岩北小学校
- 札幌市立澄川西小学校
- 札幌市立藤野小学校
- 札幌市立南の沢小学校
- 札幌市立北の沢小学校
- 札幌市立藻岩南小学校
- 札幌市立澄川南小学校
- 札幌市立藤野南小学校
- 札幌市立真駒内公園小学校
- 札幌市立真駒内桜山小学校

### 特別支援学校
道立
- 北海道真駒内養護学校

市立
- 市立札幌豊成支援学校
- 市立札幌みなみの杜高等支援学校

### 認定こども園
- 認定こども園そらいろ[6]
- もいわ中央こども園

### 幼稚園
市立
- 札幌市立もいわ幼稚園

私立
- 澄川幼稚園[6]
- もなみ幼稚園[6]
- 真駒内幼稚園[6]
- 光塩学園女子短期大学附属幼稚園[6]
- 真駒内聖母幼稚園[6]
- まこまない明星幼稚園[6]
- 北海道文教大学附属幼稚園[6]
- 札幌わかくさ幼稚園[6]
- 森の幼稚園[6]
- 第2もなみ幼稚園[6]
- 札幌梅香幼稚園[6]
- 札幌トモエ幼稚園[6]
- ときわみなみの幼稚園[6]
- 藤ヶ丘幼稚園[6]
- 札幌みすまい幼稚園[6]

### 認可保育所
市立
- 札幌市澄川乳児保育園[7]

私立
- 定山渓保育所[7]
- 真駒内保育園
- 澄川保育所
- もいわ光華保育園
- 札幌石山保育園
- まこまないみどりまち保育園
- 澄川ひろのぶ保育園
- 川沿保育園
- 遊・Wing
- くまの子保育園
- 藤ヶ丘保育園
- ルンビニー保育園

### 学校教育以外の施設
- 北海道警察学校
- 札幌コンセルヴァトワール
- 藻南自動車学校
- 北海道交通安全協会自動車学園

## 経済・産業

### 産業団地
- 札幌アートヴィレッジ

### 組合
- 札幌砕石共販協同組合
- 札幌市農業協同組合（JAさっぽろ）南支店・南経済センター

### 商業施設
ショッピングセンター
- イオン北海道（イオングループ）
  - イオン札幌藻岩店
- ミュークリスタル
  - ミュークリスタル
- 大和情報サービス（大和ハウスグループ）
  - アクロスプラザ札幌南

スーパーマーケット・ディスカウントストア
- イオン北海道（イオングループ）
  - ザ・ビッグ石山店（アクロスプラザ札幌南内）
  - マックスバリュ澄川店
- ラルズ（アークスグループ）
  - スーパーアークスサウス
  - ラルズマート真駒内店
  - ラルズマート真駒内上町店
  - ラルズマート石山店
- 東光ストア（アークスグループ）
  - 真駒内店（ミュークリスタル内）
  - 藤野店
  - 自衛隊駅前店
- 生活協同組合コープさっぽろ
  - 藤野店
  - Socia（ソシア）店
  - 西岡店
- 北雄ラッキー
  - 川沿店
- ホクレン商事
  - ホクレンショップ中ノ沢店
- モリワキ
  - 北海市場川沿店

### 金融機関
銀行
- 北洋銀行澄川中央支店、真駒内中央支店、藻岩支店、藻岩支店藤野出張所
- 北海道銀行澄川支店、ふじの支店、真駒内支店、川沿支店

協同組織金融機関
- 北海道信用金庫川沿支店、澄川支店
- 北門信用金庫ふじの支店
- 北央信用組合澄川支店、藻南支店
- 札幌中央信用組合澄川支店、藤野支店
- JAバンク北海道（北海道信用農業協同組合連合会）JAさっぽろ南支店、川沿支店

### 郵便
- 札幌南郵便局（集配局）：定山渓地区を除く南区全域
- 定山渓郵便局（集配局）：定山渓地区

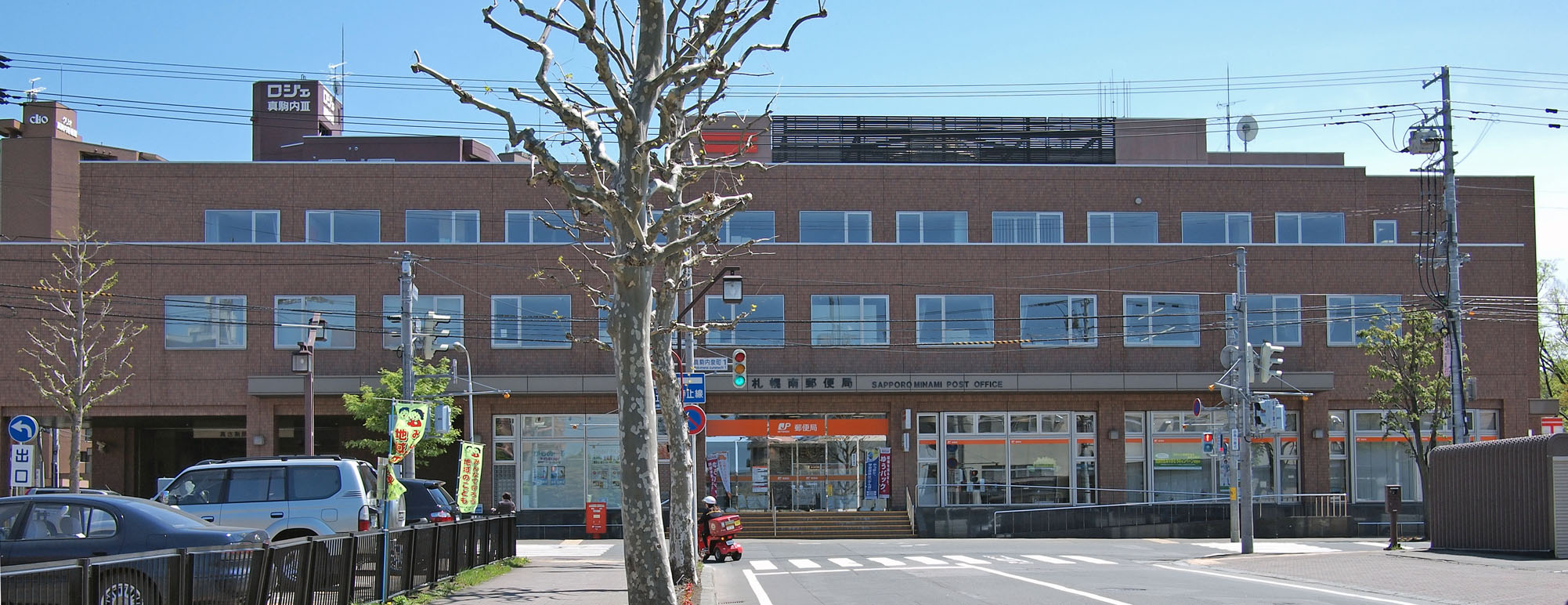
札幌南郵便局（2010年5月）
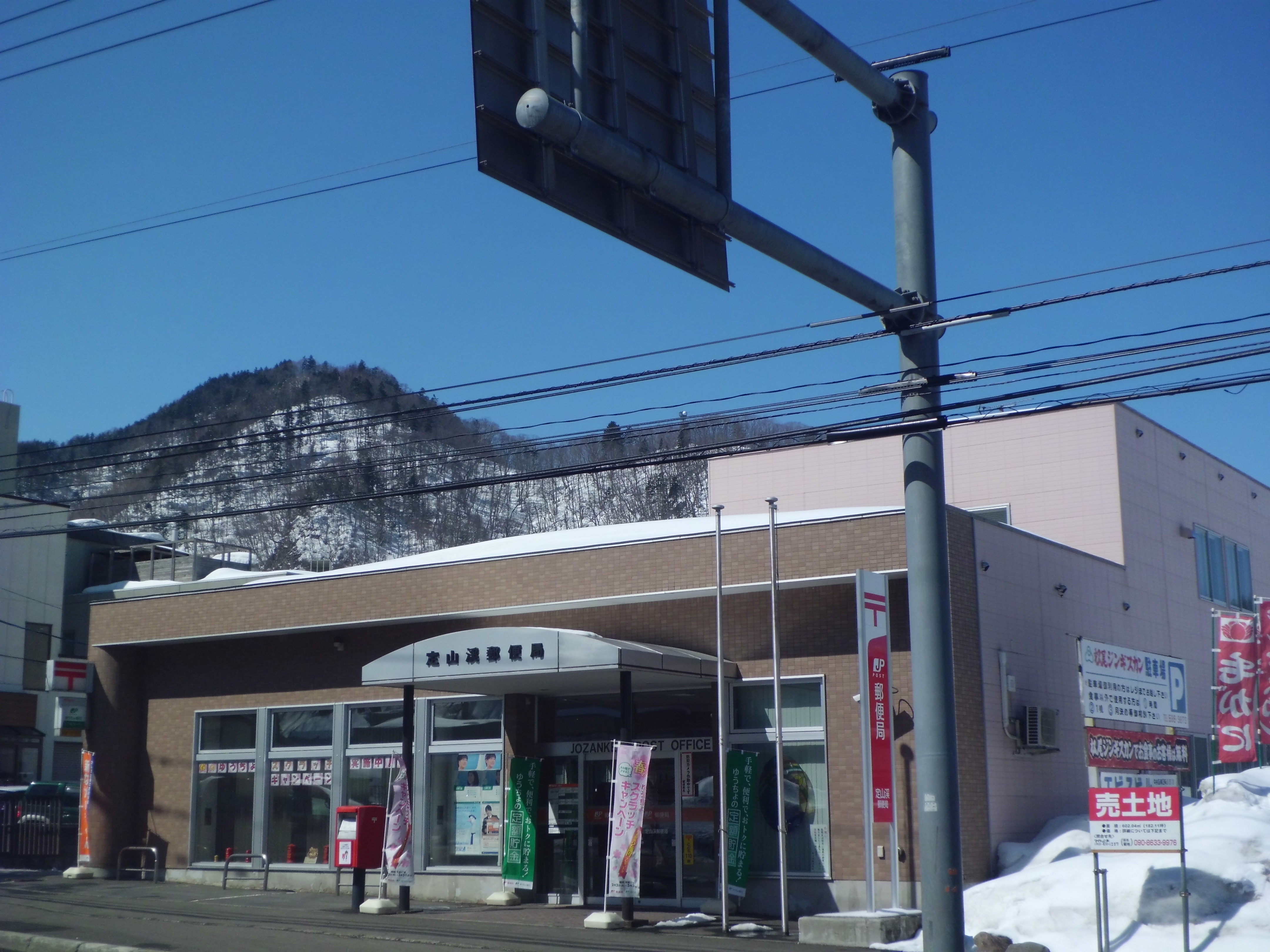
定山渓郵便局（2015年3月）

### 宅配便
- ヤマト運輸札幌主管支店
  - 真駒内センター・札幌川沿センター・札幌澄川センター
  - 藤野センター
- 佐川急便札幌営業所、北海道航空営業所（所在地は白石区）
- 日本通運札幌支店札幌自動車事業所（所在地は白石区）

## 交通

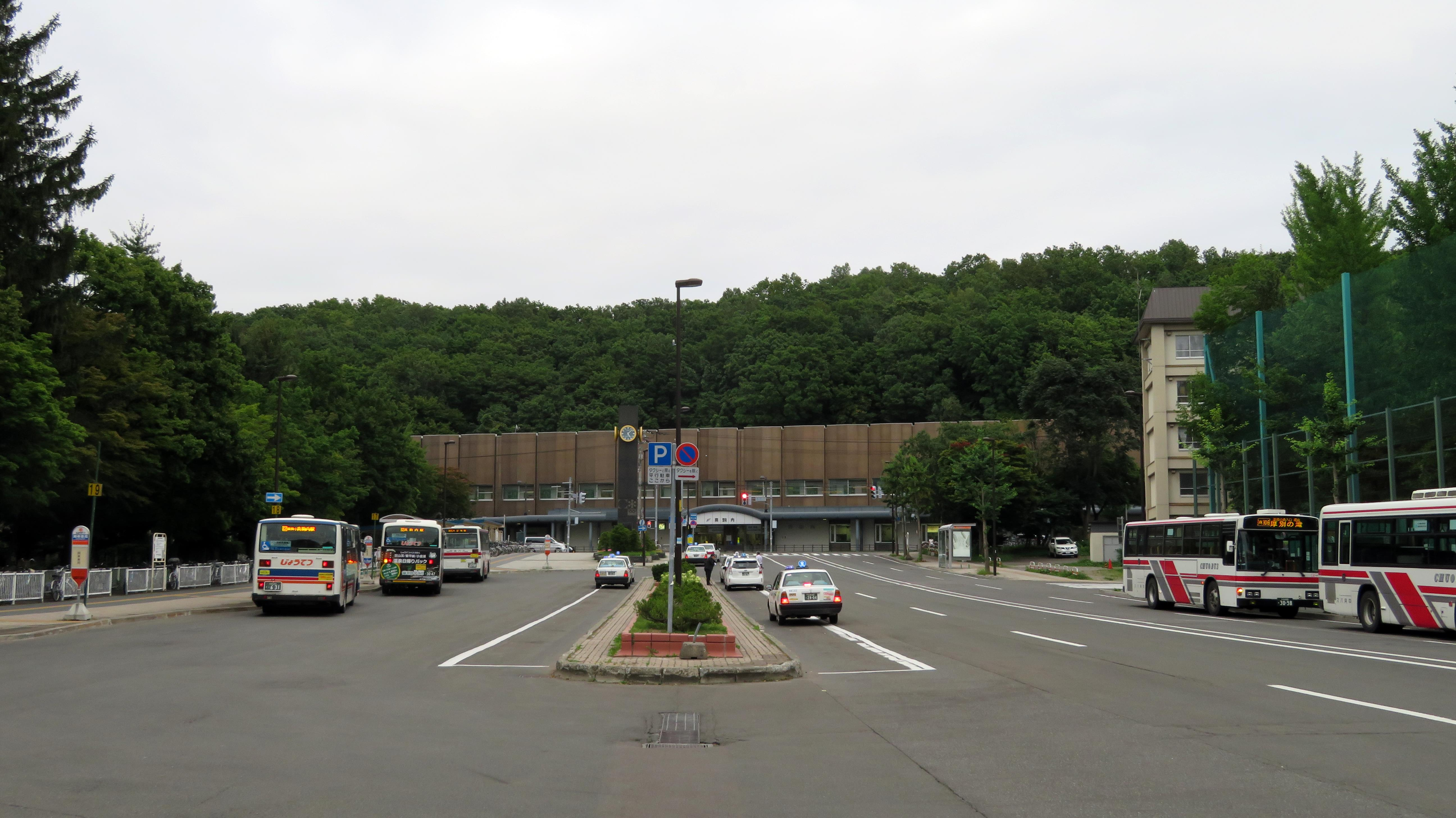
真駒内駅前（2016年9月）

### 鉄道
1969年（昭和44年）までは定山渓鉄道線が運行していた。
- 札幌市交通局 南車両基地
  - 札幌市営地下鉄南北線：澄川駅 - 自衛隊前駅 - 真駒内駅

### バス
かつては札幌市交通局がバス路線（札幌市営バス）を運行していたが、段階的に民間事業者に路線を移譲し、2004年（平成16年）に廃止となった。
路線バス
- じょうてつ 川沿営業所、藻岩営業所
- 北海道中央バス[注釈 1]
- 札幌ばんけい
- 道南バス

空港連絡バス
- 北都交通

### タクシー
- 明星自動車
- 興亜第一交通（第一交通産業グループ）
- 寿ハイヤー
- 定山渓観光交通
- 札幌北交ハイヤー
- 金星自動車
- 朝日交通
- MID交通
- 北陵交通
- 平岸ハイヤー
- 東交通
- 恊和交通
- 太洋ハイヤー

### 道路
区内を通る幹線道路は、シーニックバイウェイの「札幌シーニックバイウェイ藻岩山麓・定山渓ルート」になっている。
- 一般国道
  - 国道230号
    - 中山峠

  - 国道453号
- 主要地方道（主要道道・主要市道）
  - 北海道道1号小樽定山渓線
  - 北海道道82号西野真駒内清田線
  - 北海道道95号京極定山渓線
  - 札幌市主要市道2974号真駒内篠路線（豊平川通）
- 一般道道
  - 北海道道341号真駒内御料札幌線
  - 北海道道814号滝野上野幌自転車道線
- 有料道路
  - 藻岩山観光自動車道

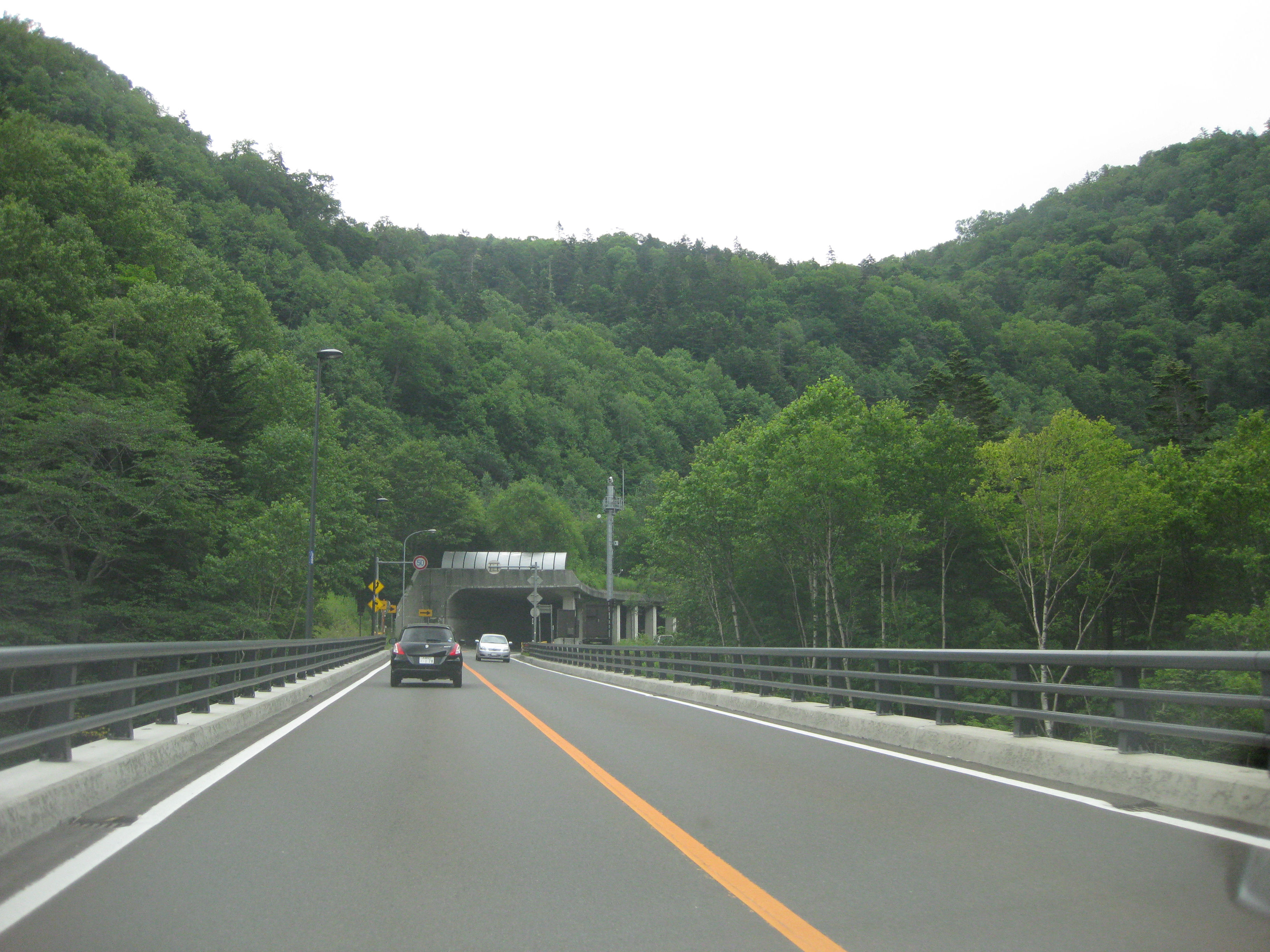
国道230号（中山峠）（2011年8月）

### 索道・鋼索鉄道
- 札幌振興公社
  - 札幌もいわ山ロープウェイ
  - もーりすカー

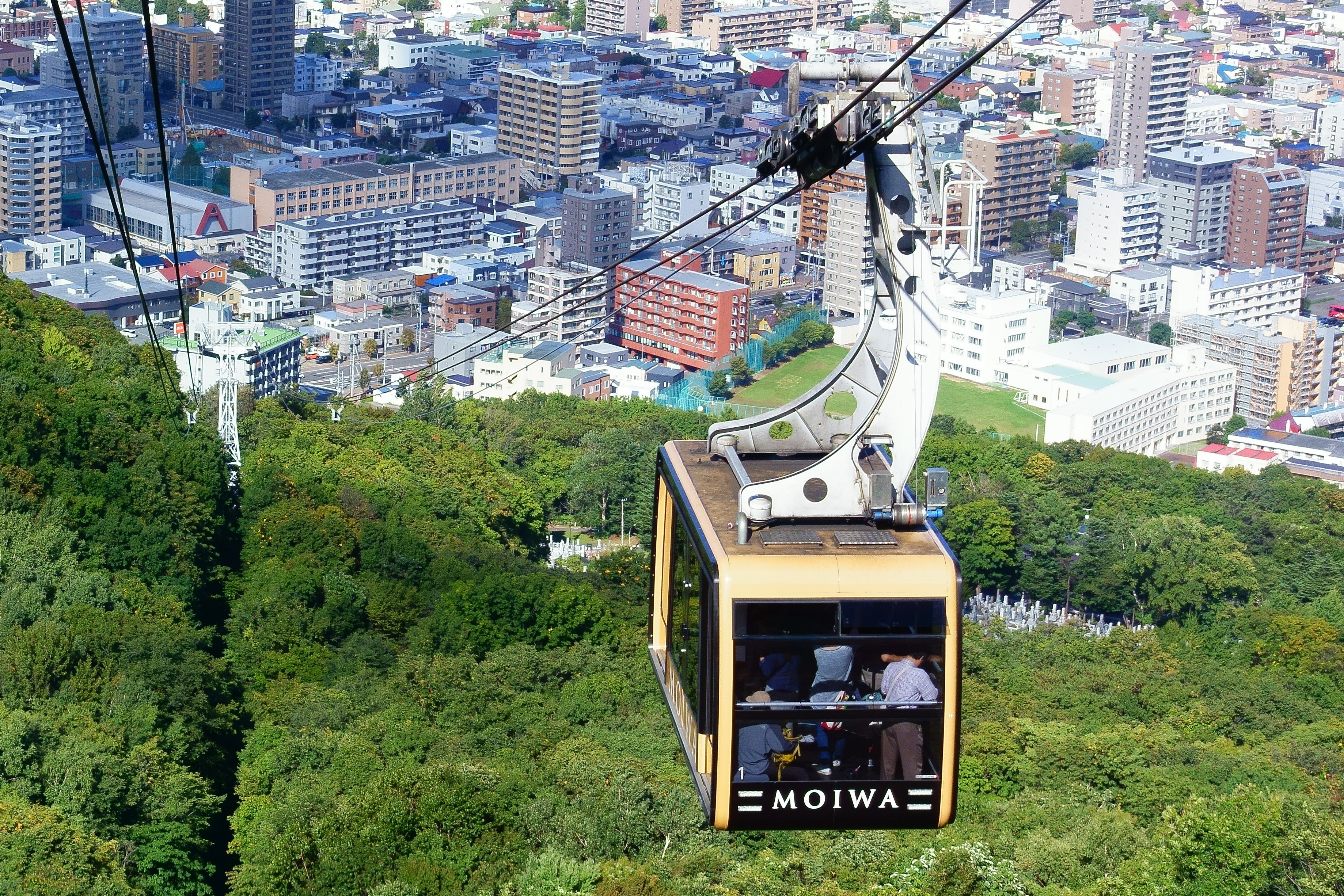
札幌もいわ山ロープウェイ（2015年9月）
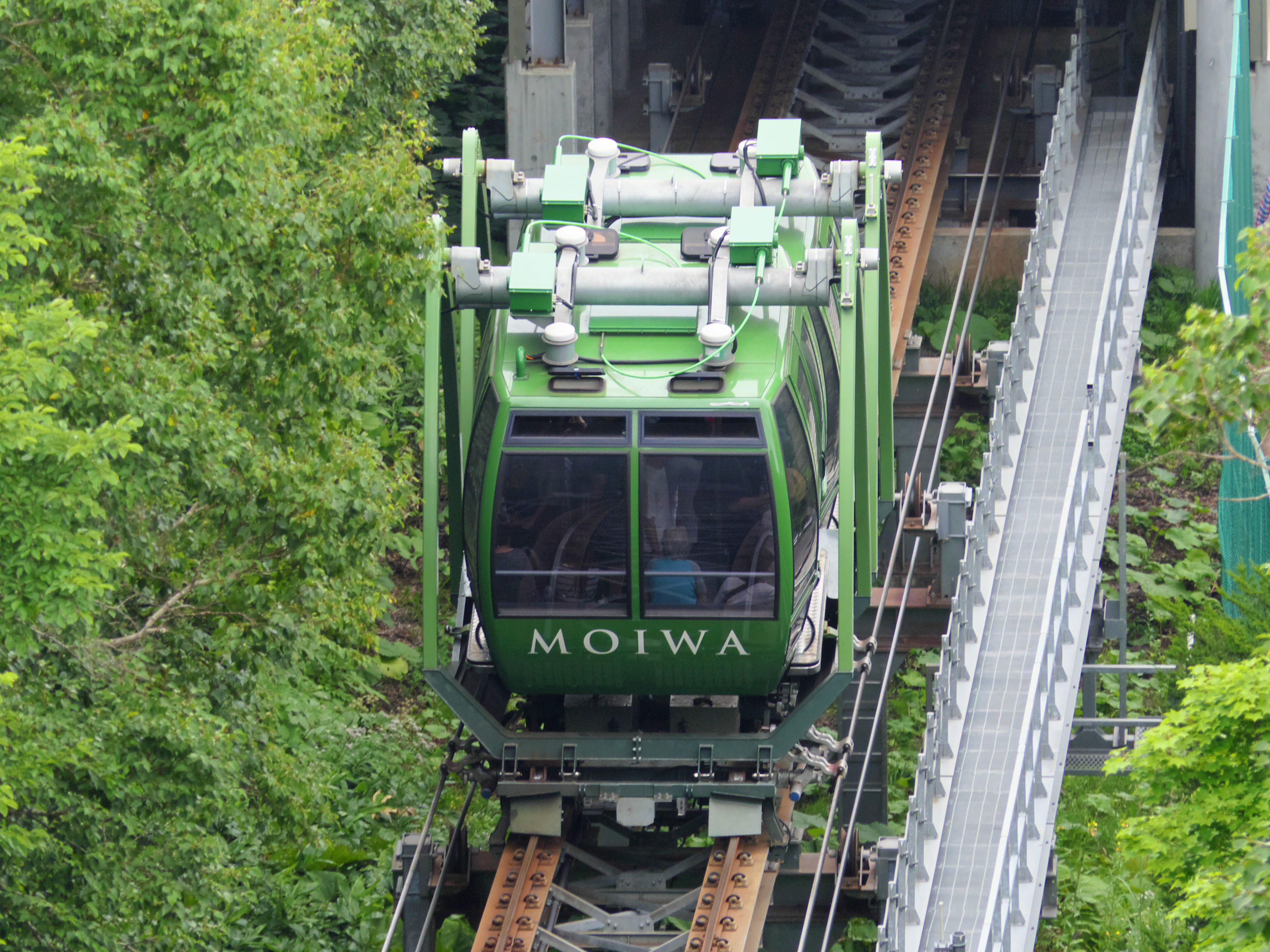
ミニケーブルカー「もーりすカー」（2015年9月）

## 文化財
「札幌市内の文化財」参照
国指定
- 天然記念物
  - 藻岩原始林

市指定
- 有形文化財
  - 旧黒岩家住宅（旧簾舞通行屋）

国登録
- 有形文化財
  - エドウィン・ダン記念館（旧北海道庁真駒内種畜場事務所）

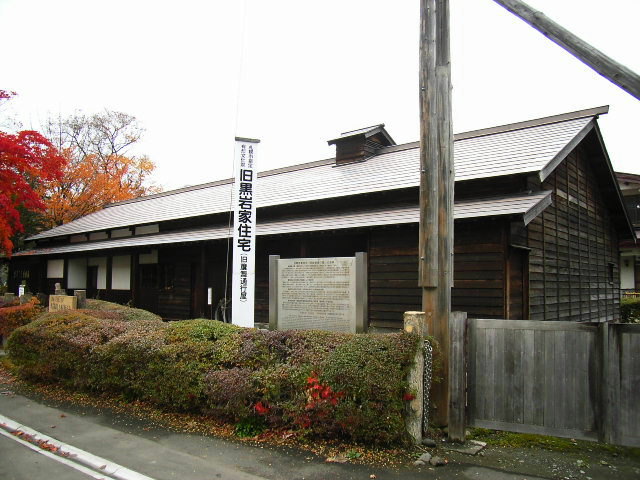
旧黒岩家住宅（旧簾舞通行屋）（2004年11月）
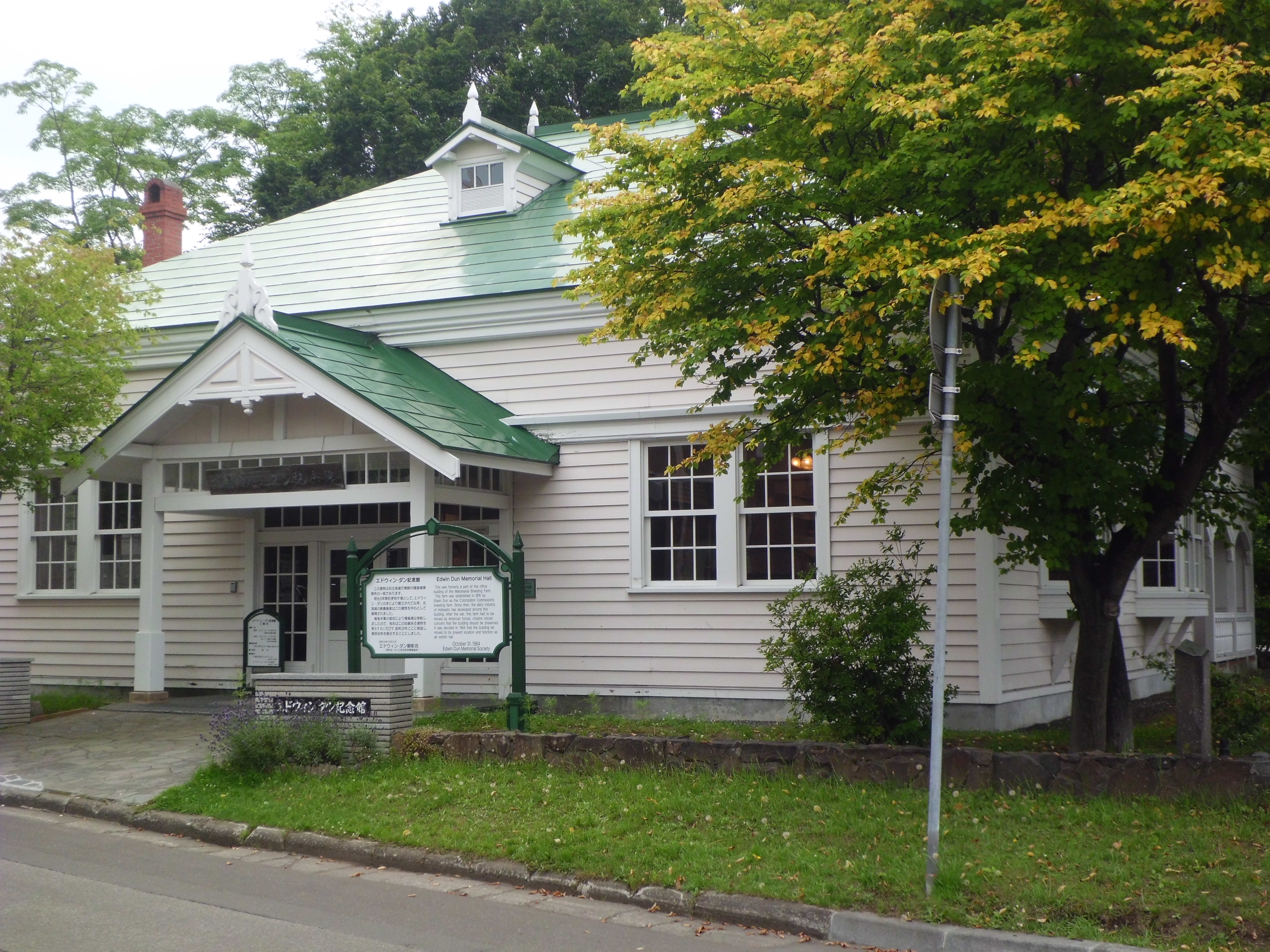
エドウィン・ダン記念館（2015年7月）

## 観光・レジャー
- 藻岩山
  - もいわ山ロープウェイ
  - もいわ山展望台
- 札幌市交通資料館
- 真駒内駐屯地史料館
- 北海道立真駒内公園
  - 札幌市豊平川さけ科学館
- 藻南公園
- エドウィン・ダン記念館
- 紅桜公園
- 石山緑地
- 関口雄揮記念美術館
- 札幌芸術の森
  - 札幌芸術の森美術館
- 札幌市滝野自然学園
- 滝野すずらん丘陵公園
  - オートリゾート滝野
  - 森の交流館
  - 札幌市青少年山の家
- 十五島公園
- 札幌市北方自然教育園
- 旧黒岩家住宅（旧簾舞通行屋）
- ノースサファリサッポロ
- 小金湯さくらの森
- 小金湯温泉
- 札幌市アイヌ文化交流センター（サッポロピリカコタン）
- 定山渓温泉
- 定山渓ダム
- 豊平峡温泉
- 札幌市定山渓自然の村
- 豊平峡ダム

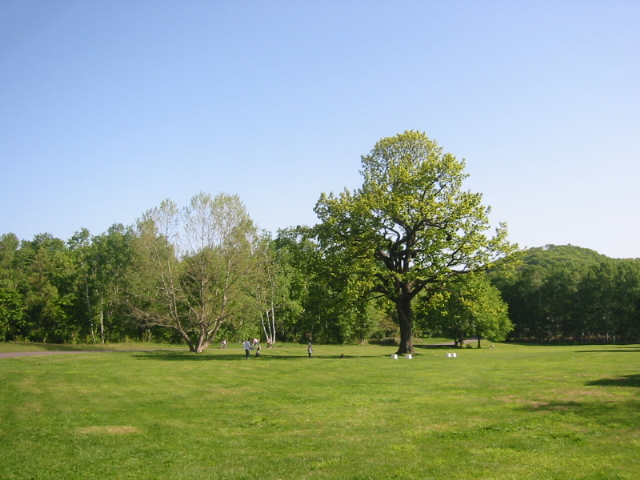
北海道立真駒内公園（2007年6月）
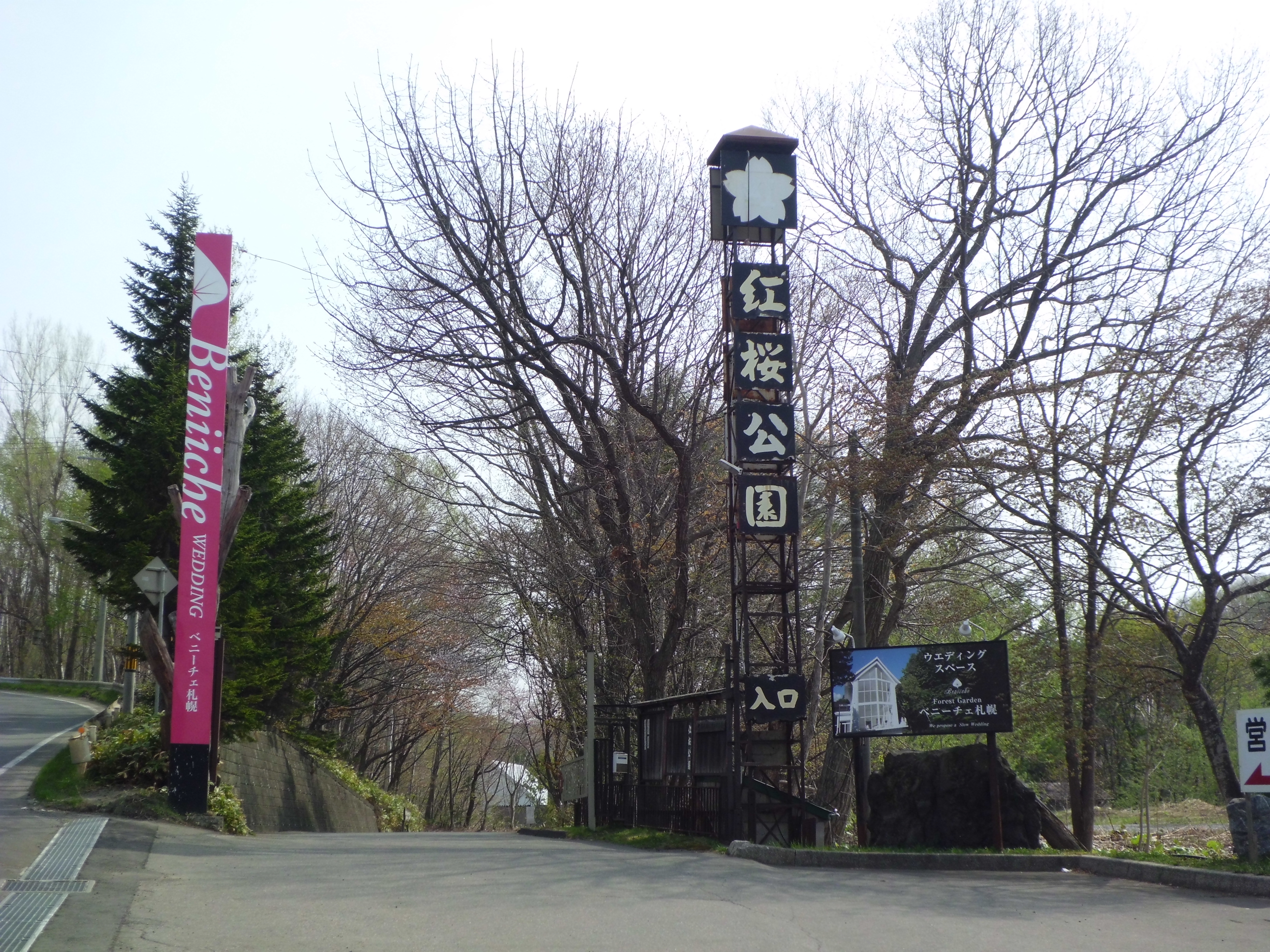
紅桜公園（2015年4月）
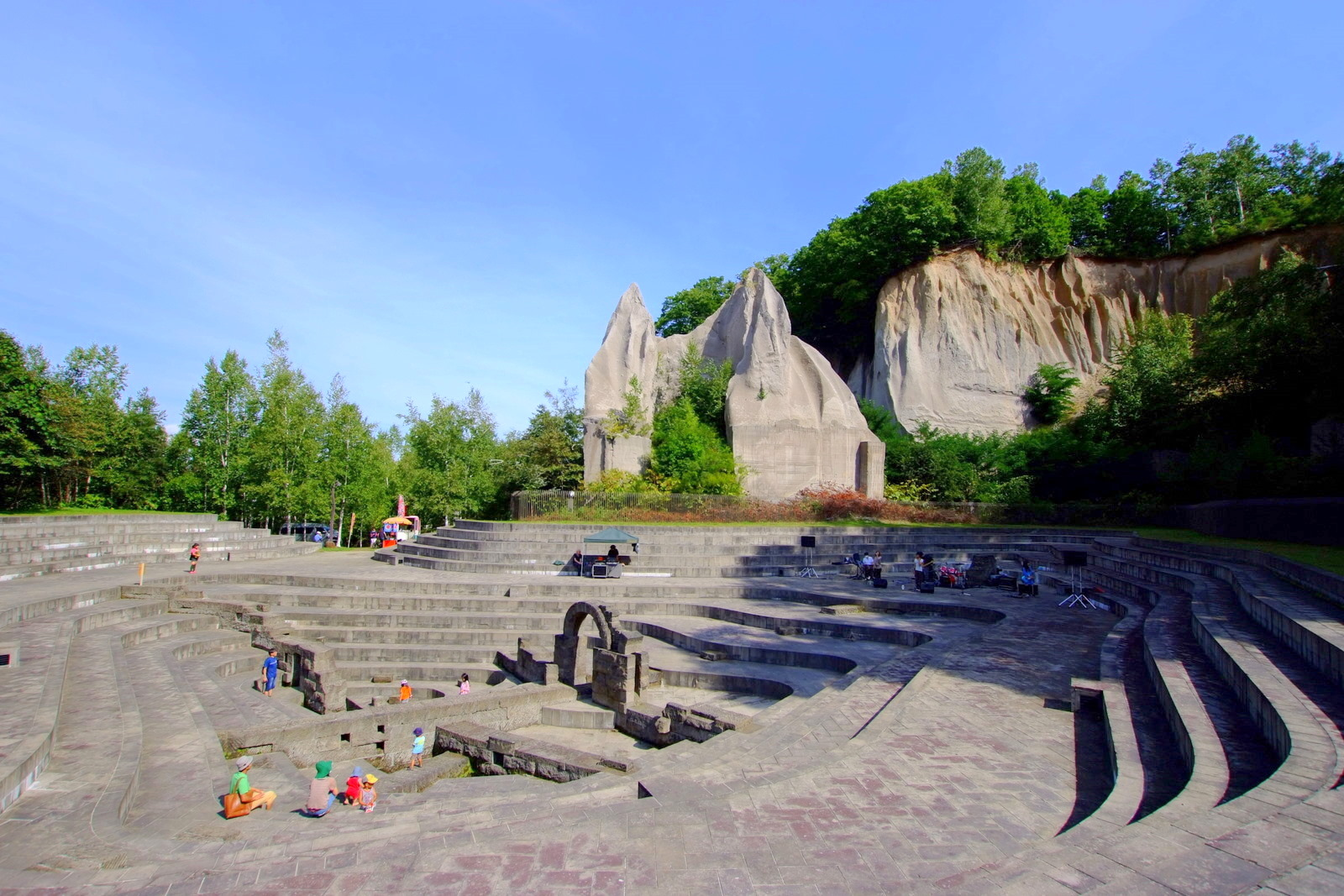
石山緑地（2012年9月）
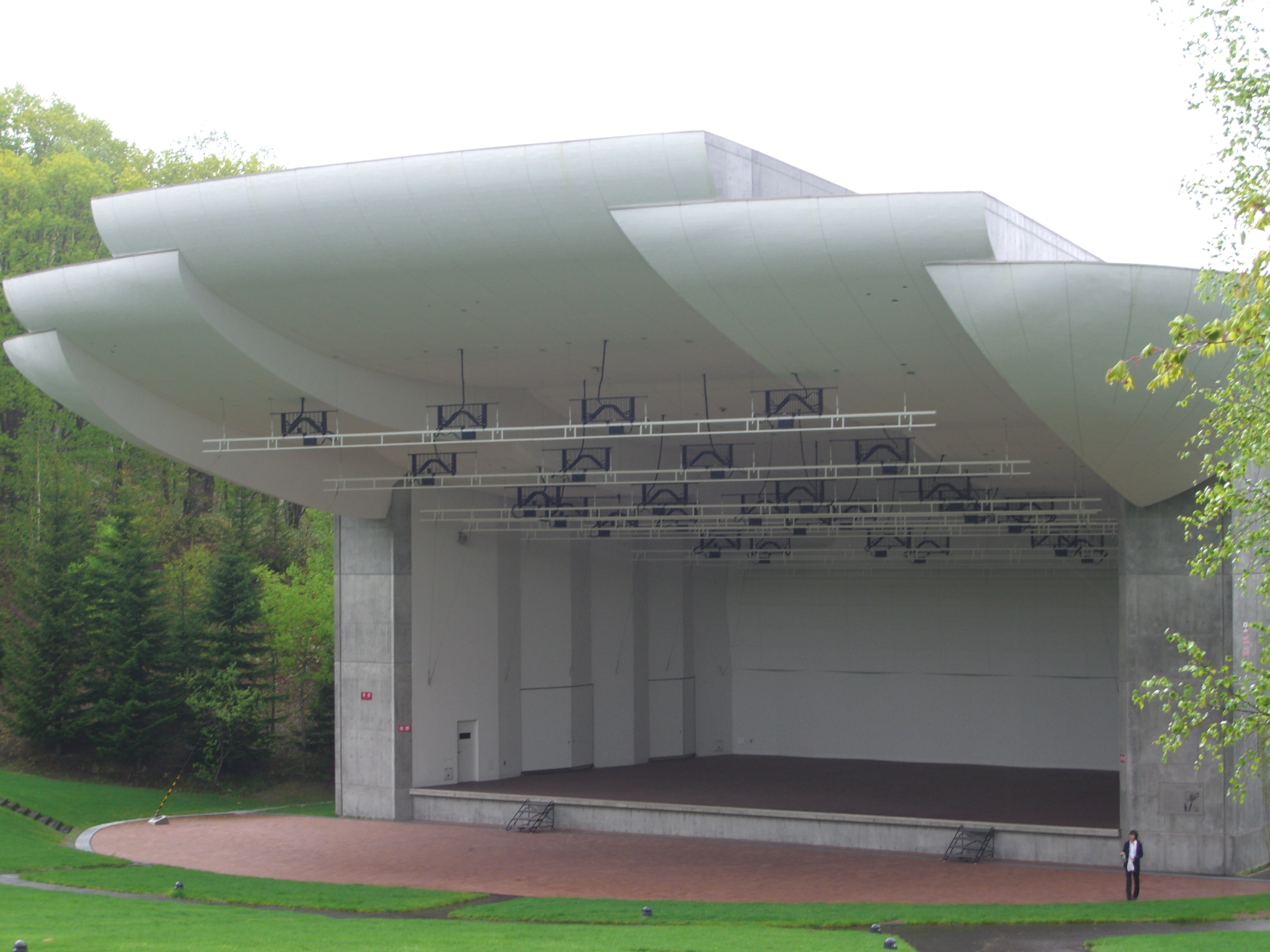
札幌芸術の森野外ステージ（2007年5月）
国営滝野すずらん丘陵公園（2013年9月）
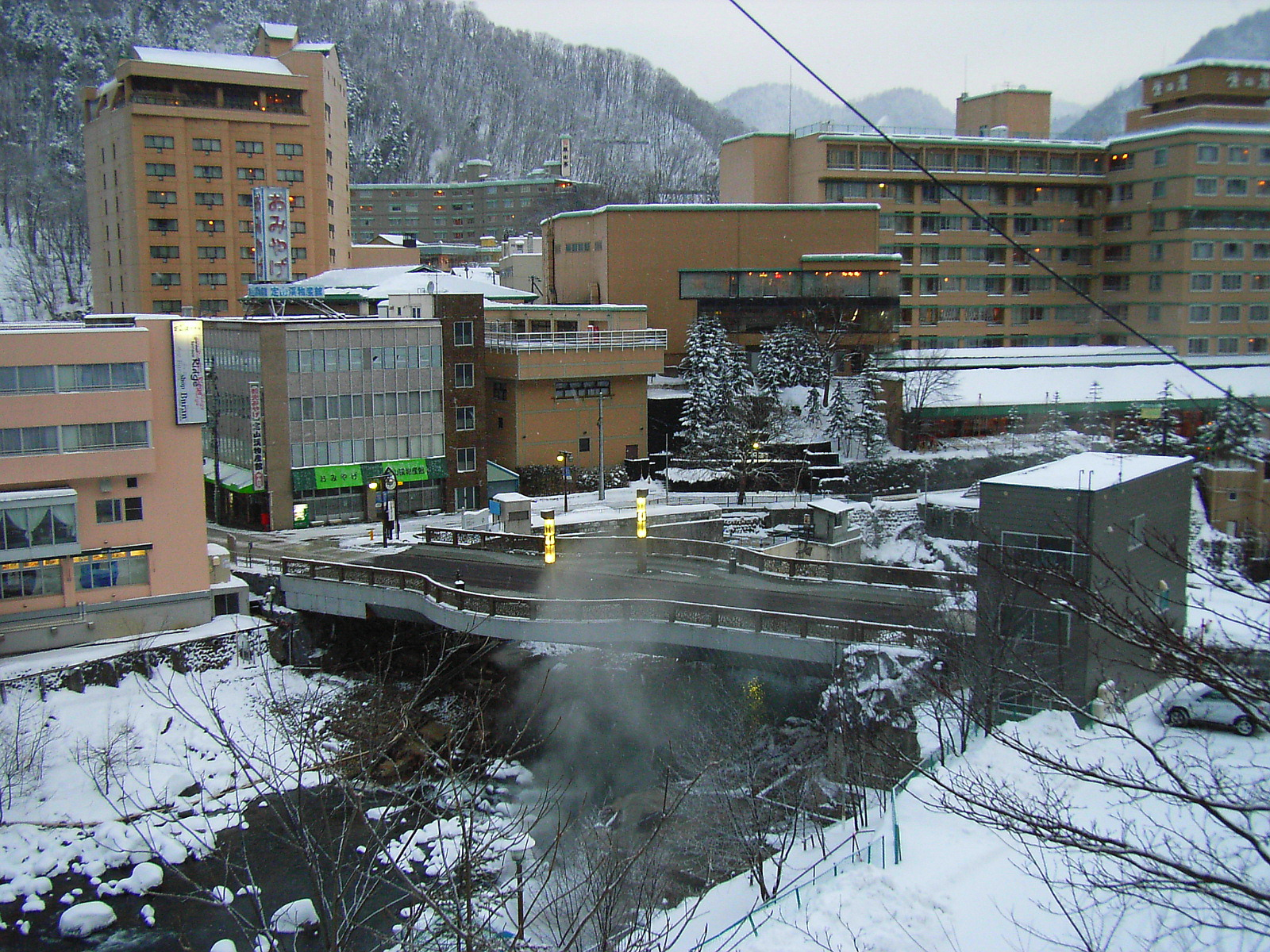
定山渓温泉（2004年12月）

ゴルフ場
- 札幌ガーデンヒルズ しらかばゴルフコース
- 札幌南ゴルフクラブ駒丘コース
- 滝のカントリークラブ
- 真駒内カントリークラブ
- 常盤台ゴルフコース
- 札幌すずらんゴルフ場

スキー場
- 札幌藻岩山スキー場
- 滝野スノーワールド
- 札幌市藤野野外スポーツ交流施設 Fu's（フッズスノーエリア）
- 札幌国際スキー場

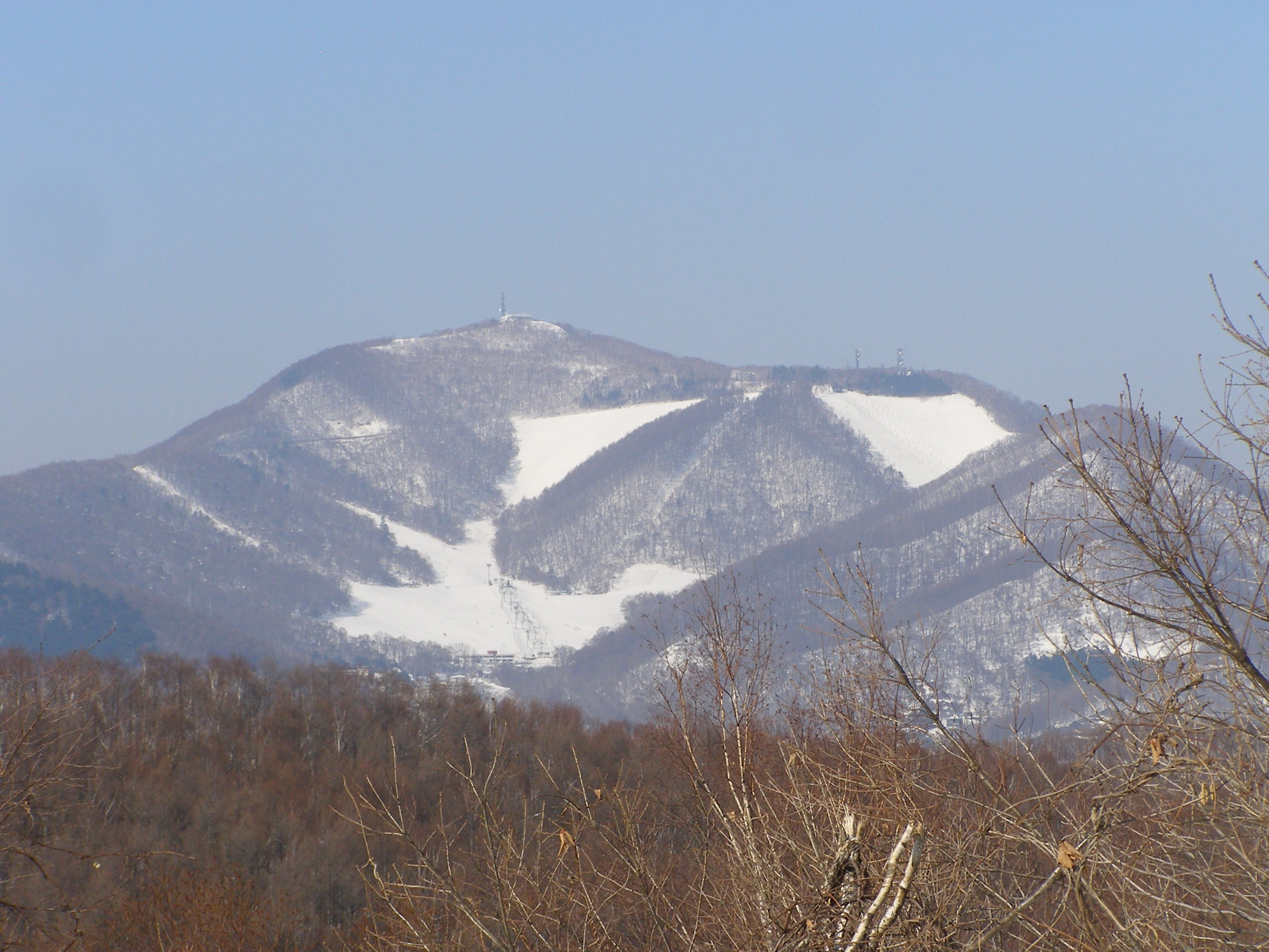
札幌藻岩山スキー場（2011年3月）
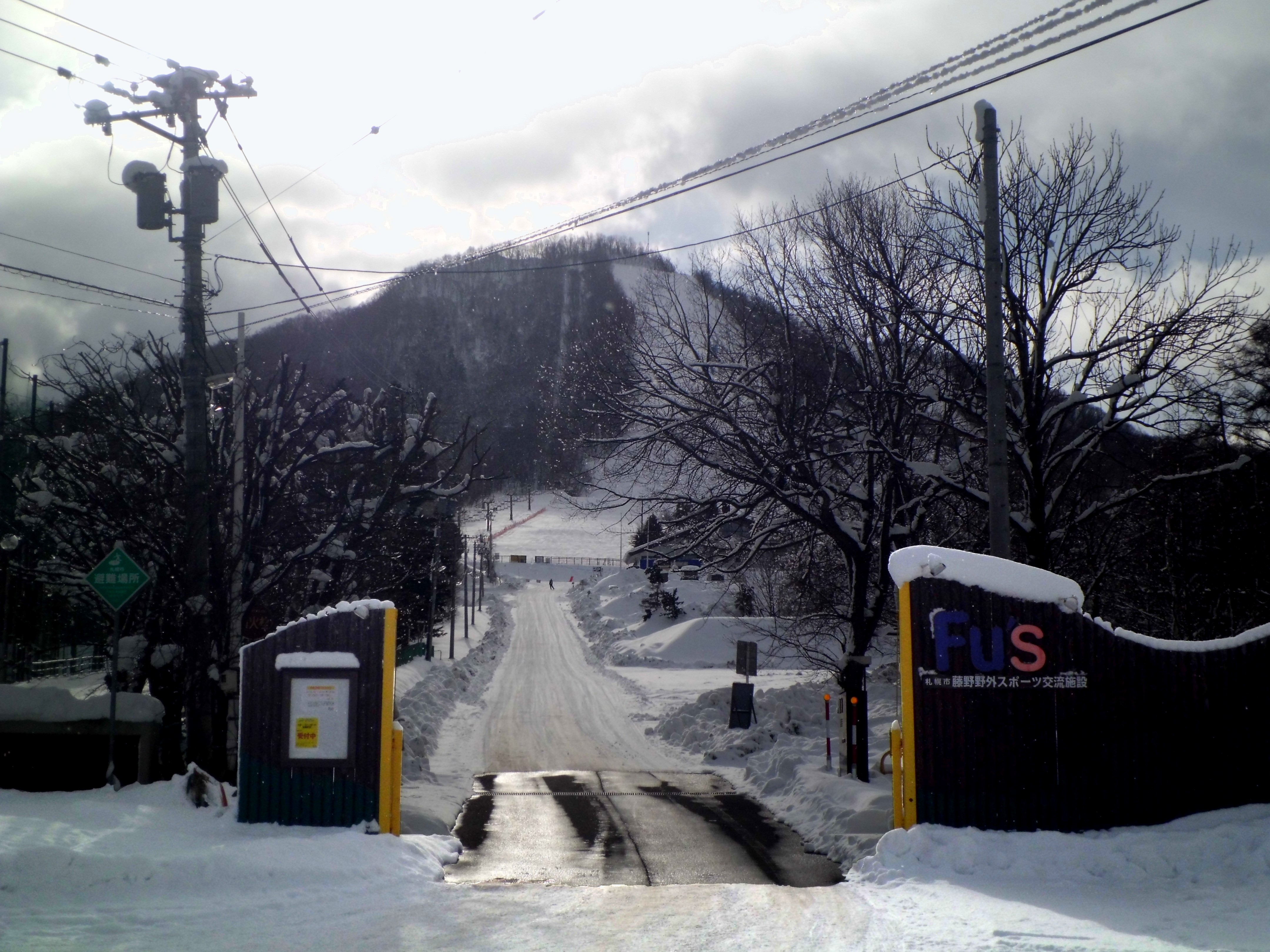
札幌市藤野野外スポーツ交流施設 Fu's（2014年12月）
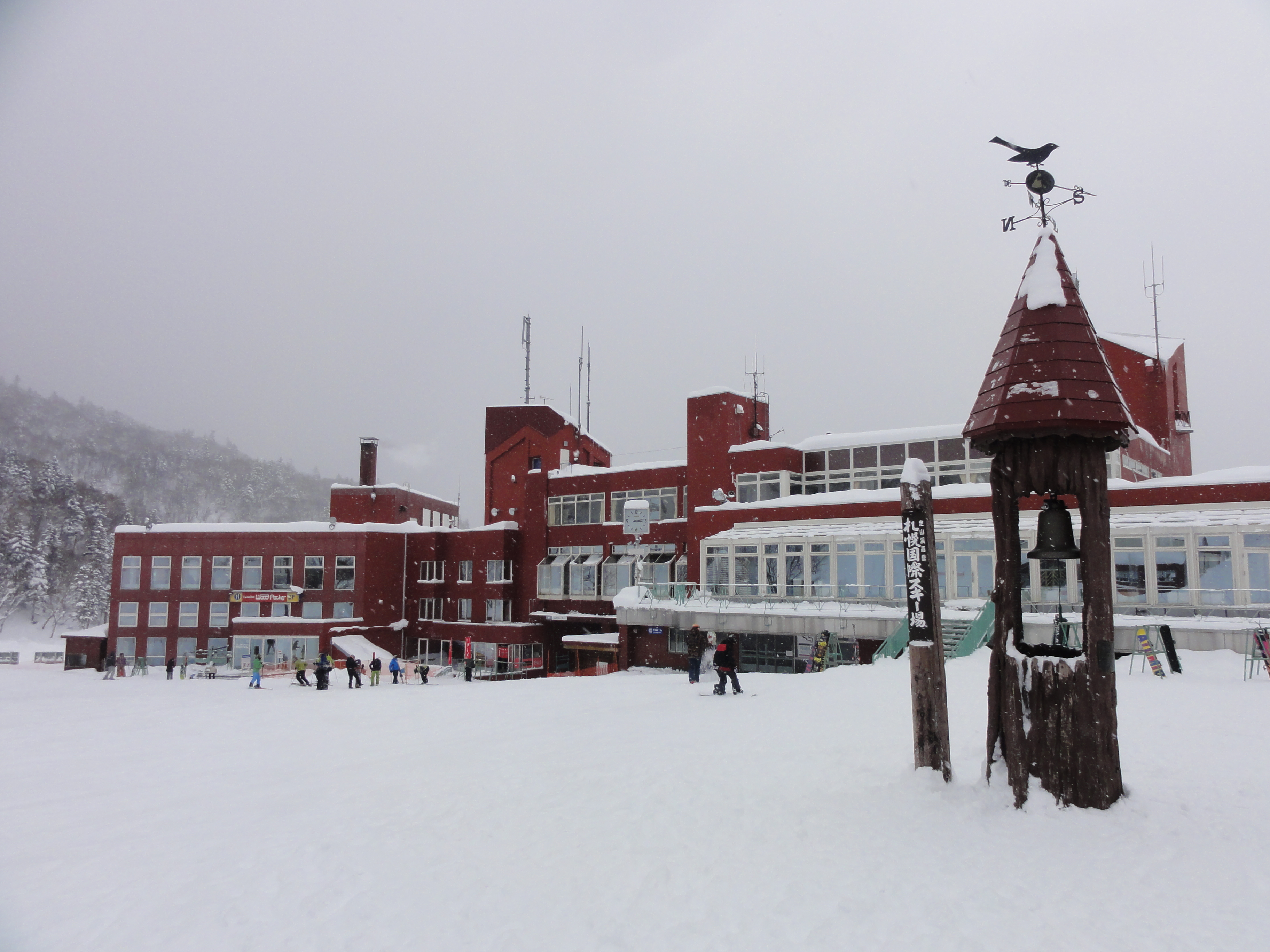
札幌国際スキー場（2016年2月）

## 祭事・催事
- 定山渓温泉 雪灯路（1月から2月）
- 定山渓温泉渓流鯉のぼり（4月から5月）
- 小金湯さくら祭り（5月）
- パシフィック・ミュージック・フェスティバル（PMF）（7月）
- 北海道真駒内花火大会（7月）
- 南沢ラベンダーまつり（7月）
- もいわ夏まつり（8月）
- 定山渓かっぱ祭り（8月）
- 藤野ふるさとまつり（8月）
- LIGHT UP NIPPON HOKKAIDO（8月）
- 定山渓かっぱウォーク（9月）
- 簾舞通行屋まつり（9月）

## 出身人物
50音順
- 岩本政一（政治家）
- 岩本政光（政治家）
- 岩田聡（任天堂元代表取締役社長）
- 岩佐勇研 （スキージャンプ選手）
- 大泉洋（俳優、タレント。TEAM NACSメンバー）
- 大黒摩季（シンガーソングライター）
- 金井夕子（歌手）
- 熊谷紗希（サッカー選手）
- 小林悠（TBS元アナウンサー）
- 佐藤進（元プロ野球選手）
- 田中理恵（声優）
- 常見陽平（労働社会学者）
- 栃本翔平（スキージャンプ選手）
- 福原美穂（シンガーソングライター）
- 文月悠光（詩人）
- 町村敬貴（政治家。元参議院議員）
- 山瀬功治（プロサッカー選手）
- 山瀬幸宏（元プロサッカー選手）